# Gezamenlijk team op de Olympische Zomerspelen 1992
Het Gezamenlijk Team op de Olympische Zomerspelen 1992 was een team bestaande uit sporters van voormalige Sovjetrepublieken met uitzondering van de Baltische staten voor deelname aan de Olympische Zomerspelen van 1992 in Barcelona en was ontstaan door het uiteenvallen van de Sovjet-Unie in 1991. Ze werden informeel het Gemenebest van Onafhankelijke Staten (GOS) genoemd alhoewel Georgië pas in 1993 lid werd van het GOS. Het Gezamenlijk Team op de Olympische Spelen droeg de naam "Equipe Unifiée", had de IOC-code "EUN" en voerden de olympische vlag. 

## Leden
De volgende landen waren onderdeel van het Gezamenlijk team:
- Armenië (ARM)
- Azerbeidzjan (AZE)
- Georgië (GEO)
- Kazachstan (KAZ)
- Kirgizië (KGZ)
- Moldavië (MDA)
- Oekraïne (UKR)
- Oezbekistan (UZB)
- Rusland (RUS)
- Tadzjikistan (TJK)
- Turkmenistan (TKM)
- Wit-Rusland (BLR)

## Medailles
Het Gezamenlijk team was het succesvolste team op de Zomerspelen van 1992, ze namen de eerste positie in op de medaillespiegel, met 45 gouden, 38 zilveren en 29 bronzen medailles.
| Sport            | Olympiër | Discipline                 | Medaille |
| ---------------- | --- | -------------------------- | -------- |
| Atletiek         | Andrey Perlov | 50km snelwandelen (m)      | Goud     |
| Atletiek         | Maksim Tarasov | polsstokhoogspringen (m)   | Goud     |
| Atletiek         | Andrey Abduvaliyev | kogelslingeren (m)         | Goud     |
| Atletiek         | Yelena Romanova | 3000m (v)                  | Goud     |
| Atletiek         | Olha Bryzhina Lyudmyla Dzhyhalova Olga Nazarova Liliya Nurutdinova Yelena Ruzina Marina Shmonina | 4x400m (v)                 | Goud     |
| Atletiek         | Valentina Yegorova | marathon (v)               | Goud     |
| Atletiek         | Svetlana Krivelyova | kogelstoten (v)            | Goud     |
| Basketbal        | Elena Baranova Elen Bunatyants Irina Gerlits Yelena Khudashova Irina Minkh Yelena Shvaybovich Irina Sumnikova Maryna Tkachenko Elena Tornikidou Svetlana Antipova Natalya Zasulskaya Olena Zhyrko                              | vrouwen                    | Goud     |
| Gewichtheffen    | Israel Militosyan | -67,5kg (m)                | Goud     |
| Gewichtheffen    | Tudor Casapu | -75kg (m)                  | Goud     |
| Gewichtheffen    | Kakhi Kakhiashvili | -90kg (m)                  | Goud     |
| Gewichtheffen    | Viktor Tregubov | -100kg (m)                 | Goud     |
| Gewichtheffen    | Aleksandr Kurlovich | +110kg (m)                 | Goud     |
| Gymnastiek       | Alexandra Timoshenko | ritmisch individueel (v)   | Goud     |
| Gymnastiek       | Vitaly Scherbo | brug (m)                   | Goud     |
| Gymnastiek       | Vitaly Scherbo | paard voltige (m)          | Goud     |
| Gymnastiek       | Vitaly Scherbo | ringen (m)                 | Goud     |
| Gymnastiek       | Vitaly Scherbo | sprong (m)                 | Goud     |
| Gymnastiek       | Vitaly Scherbo | individuele meerkamp (m)   | Goud     |
| Gymnastiek       | Valery Belenky Ihor Korobchynskyi Hrihoriy Misyutin Vitaly Scherbo Rustam Sharipov Aleksey Voropayev | meerkamp team (m)          | Goud     |
| Gymnastiek       | Tatiana Lysenko | balk (v)                   | Goud     |
| Gymnastiek       | Tatiana Gutsu | individuele meerkamp (v)   | Goud     |
| Gymnastiek       | Svetlana Boginskaya Oksana Chusovitina Rozalia Galiyeva Yelena Grudneva Tatiana Gutsu Tatiana Lysenko | meerkamp team (v)          | Goud     |
| Handbal          | Andrey Barbashinsky Serhiy Bebeshko Talant Dujshebaev Yuri Gavrilov Valery Gopin Oleg Grebnev Mikhail Yakimovich Oleg Kiselyov Vasily Kudinov Andrey Lavrov Igor Chumak Igor Vasilyev                                          | mannen                     | Goud     |
| Judo             | Nazim Huseynov | -60kg (m)                  | Goud     |
| Judo             | David Khakhaleishvili | +95kg (m)                  | Goud     |
| Kanovaren        | Dmitri Dovgalenok Aleksandr Maseykov | C-2 500m (m)               | Goud     |
| Schermen         | Vadym Gutzeit Grigory Kiriyenko Heorhiy Pohosov Stanislav Pozdnyakov Aleksandr Shirshov | sabel team (m)             | Goud     |
| Schietsport      | Yuri Fedkin | 10m luchtgeweer (m)        | Goud     |
| Schietsport      | Hrachya Petikyan | 50m geweer 3 houdingen (m) | Goud     |
| Schietsport      | Kanstantsin Lukashyk | 50m pistool (m)            | Goud     |
| Schietsport      | Marina Logvinenko | 25m pistool (v)            | Goud     |
| Schietsport      | Marina Logvinenko | 10m luchtpistool (v)       | Goud     |
| Worstelen        | Arsen Fadzaev | -68kg vrije stijl (m)      | Goud     |
| Worstelen        | Makharbek Khadartsev | -90kg vrije stijl (m)      | Goud     |
| Worstelen        | Leri Khabelov | -100kg vrije stijl (m)     | Goud     |
| Worstelen        | Oleg Kutscherenko | -48kg Grieks-Romeins (m)   | Goud     |
| Worstelen        | Mnatsakan Iskandaryan | -74kg Grieks-Romeins (m)   | Goud     |
| Worstelen        | Aleksandr Karelin | -130kg Grieks-Romeins (m)  | Goud     |
| Zwemmen          | Alexander Popov | 50m vrije slag (m)         | Goud     |
| Zwemmen          | Alexander Popov | 100m vrije slag (m)        | Goud     |
| Zwemmen          | Yevgeny Sadovyi | 200m vrije slag (m)        | Goud     |
| Zwemmen          | Yevgeny Sadovyi | 400m vrije slag (m)        | Goud     |
| Zwemmen          | Aleksey Kudryavtsev Dmitry Lepikov Yury Mukhin Vladimir Pyshnenko Yevgeny Sadovyi Veniamin Tayanovich | 4x200m vrije slag (m)      | Goud     |
| Zwemmen          | Yelena Rudkovskaya | 100m schoolslag (v)        | Goud     |
| Atletiek         | Igor Trandenkov | polsstokhoogspringen (m)   | Zilver   |
| Atletiek         | Igor Astapkovich | kogelslingeren (m)         | Zilver   |
| Atletiek         | Olha Bryzhina | 400m (v)                   | Zilver   |
| Atletiek         | Liliya Nurutdinova | 800m (v)                   | Zilver   |
| Atletiek         | Lyudmila Rogachova | 1500m (v)                  | Zilver   |
| Atletiek         | Tetyana Dorovskikh | 3000m (v)                  | Zilver   |
| Atletiek         | Olga Bogoslovskaya Galina Malchugina Irina Privalova Marina Trandenkova | 4x100m (v)                 | Zilver   |
| Atletiek         | Yelena Nikolayeva | 10km snelwandelen (v)      | Zilver   |
| Atletiek         | Inessa Kravets | verspringen (v)            | Zilver   |
| Atletiek         | Natalya Shikolenko | speerwerpen (v)            | Zilver   |
| Atletiek         | Irina Belova | zevenkamp (v)              | Zilver   |
| Boksen           | Rostyslav Zaulychnyi | -81kg (m)                  | Zilver   |
| Gewichtheffen    | Sergey Syrtsov | -90kg (m)                  | Zilver   |
| Gewichtheffen    | Timur Taymazov | -100kg (m)                 | Zilver   |
| Gewichtheffen    | Artur Akoyev | -110kg (m)                 | Zilver   |
| Gewichtheffen    | Leonid Taranenko | +110kg (m)                 | Zilver   |
| Gymnastiek       | Alexandra Timoshenko | rekstok (m)                | Zilver   |
| Gymnastiek       | Alexandra Timoshenko | sprong (m)                 | Zilver   |
| Gymnastiek       | Alexandra Timoshenko | vloer (m)                  | Zilver   |
| Gymnastiek       | Alexandra Timoshenko | individuele meerkamp (m)   | Zilver   |
| Gymnastiek       | Tatiana Gutsu | brug (v)                   | Zilver   |
| Kanovaren        | Mykhaylo Slyvynsky | C-1 500m (m)               | Zilver   |
| Moderne vijfkamp | Anatoli Starostin Dmitri Svatkovskiy Eduard Zenovka | team (m)                   | Zilver   |
| Schermen         | Pavel Kolobkov | degen (m)                  | Zilver   |
| Schermen         | Sergei Golubitsky | floret (m)                 | Zilver   |
| Schietsport      | Sergei Pyzhianov | 10m luchtpistool (m)       | Zilver   |
| Schietsport      | Anatoly Asrabayev | 10m bewegend doel (m)      | Zilver   |
| Schoonspringen   | Irina Lashko | 3m plank (v)               | Zilver   |
| Schoonspringen   | Yelena Miroshina | 10m toren (v)              | Zilver   |
| Volleybal        | Yevgeniya Artamonova Yelena Batukhtina Yelena Chebukina Svetlana Korytova Natalya Morozova Marina Pankova Valentina Ogiyenko Irina Smirnova                                                                                    | zaal (v)                   | Zilver   |
| Worstelen        | Sergey Smal | -57kg vrije stijl (m)      | Zilver   |
| Worstelen        | Elmadi Zhabrailov | -82kg vrije stijl (m)      | Zilver   |
| Worstelen        | Alfred Ter-Mkrtchyan | -52kg Grieks-Romeins (m)   | Zilver   |
| Worstelen        | Sergey Martynov | -62kg Grieks-Romeins (m)   | Zilver   |
| Worstelen        | Islam Dugushiev | -68kg Grieks-Romeins (m)   | Zilver   |
| Zwemmen          | Vladimir Selkov | 200m rugslag (m)           | Zilver   |
| Zwemmen          | Yuri Bashkatov Pavlo Khnykin Alexander Popov Gennadiy Prigoda Vladimir Pyshnenko Veniamin Tayanovich | 4x100m vrije slag (m)      | Zilver   |
| Zwemmen          | Vasily Ivanov Pavlo Khnykin Vladislav Kulikov Alexander Popov Vladimir Pyshnenko Vladimir Selkov Dmitri Volkov | 4x100m wisselslag (m)      | Zilver   |
| Atletiek         | Vyacheslav Lykho | kogelstoten (m)            | Brons    |
| Atletiek         | Igor Nikulin | kogelslingeren (m)         | Brons    |
| Atletiek         | Irina Privalova | 100m (v)                   | Brons    |
| Boogschieten     | Natalia Valeeva | individueel (v)            | Brons    |
| Boogschieten     | Lyudmila Arzhannikova Khatuna Kvrivishvili Natalia Valeeva | team (v)                   | Brons    |
| Boksen           | Ramaz Paliani | -57kg (m)                  | Brons    |
| Gymnastiek       | Oksana Skaldina | ritmisch individueel (m)   | Brons    |
| Gymnastiek       | Ihor Korobchynskyi | brug (m)                   | Brons    |
| Gymnastiek       | Valery Belenky | individuele meerkamp (m)   | Brons    |
| Gymnastiek       | Tatiana Lysenko | sprong (v)                 | Brons    |
| Gymnastiek       | Tatiana Gutsu | vloer (v)                  | Brons    |
| Handbal          | Natalya Anisimova Maryna Bazanova Svetlana Bogdanova Galina Borzenkova Natalya Deryugina Tatyana Dzhandzhgava Tetyana Horb Lyudmila Gudz Elina Guseva Larisa Kiselyova Natalya Morskova Galina Onopriyenko Svetlana Pryakhina  | vrouwen                    | Brons    |
| Judo             | Dmitri Sergeyev | -95kg (m)                  | Brons    |
| Judo             | Yelena Petrova | -61kg (v)                  | Brons    |
| Moderne vijfkamp | Eduard Zenovka | individueel (m)            | Brons    |
| Roeien           | Ekaterina Khodotovich Yelena Khloptseva Tetiana Ustiuzhanina Antonina Zelikovich | dubbel-vier (v)            | Brons    |
| Schermen         | Pavel Kolobkov Sergey Kostarev Serhiy Kravchuk Andrey Shuvalov Valery Zakharevich | degen team (m)             | Brons    |
| Schermen         | Tatyana Sadovskaya | floret (v)                 | Brons    |
| Schietsport      | Vladimir Vokhmyanin | 25m snelvuurpistool (m)    | Brons    |
| Schoonspringen   | Dmitri Sautin | 3m plank (m)               | Brons    |
| Tennis           | Andrei Cherkasov | enkelspel (m)              | Brons    |
| Tennis           | Leila Meskhi Natasha Zvereva | dubbelspel (v)             | Brons    |
| Waterpolo        | Dmitry Apanasenko Andrey Belofastov Dmitry Gorshkov Vladimir Karabutov Aleksandr Kolotov Andrei Kovalenko Nikolay Kozlov Serghei Marcoci Sergey Naumov Aleksandr Ogorodnikov Yevgeny Sharonov Alexander Tchigir Aleksey Vdovin | mannen                     | Brons    |
| Worstelen        | Vugar Orujov | -48kg vrije stijl (m)      | Brons    |
| Worstelen        | David Gobejishvili | -130kg vrije stijl (m)     | Brons    |
| Worstelen        | Daulet Turlykhanov | -82kg Grieks-Romeins (m)   | Brons    |
| Worstelen        | Gogi Koguashvili | -90kg Grieks-Romeins (m)   | Brons    |
| Worstelen        | Sergey Demyashkevich | -100kg Grieks-Romeins (m)  | Brons    |
| Zwemmen          | Olga Kirichenko Natalya Meshcheryakova Yelena Rudkovskaya Yelena Shubina Nina Zhivanevskaya | 4x100m wisselslag (v)      | Brons    |

## Deelnemers en resultaten

### Atletiek
| Olympiër                                                                                         | Discipline               | Resultaat | Prestatie |
| ------------------------------------------------------------------------------------------------ | ------------------------ | --------- | --- |
| Pavel Galkin                                                                                     | 100m (m)                 | 18e       | serie 10: 3de in 10,43 kwartfinale 1: 6de in 10,37 |
| Vitaly Savin                                                                                     | 100m (m)                 | 11e       | serie 2: 2de in 10,29 kwartfinale 2: 3de in 10,33 halve finale 1: 7de in 10,33 |
| Edvin Ivanov                                                                                     | 200m (m)                 | 20e       | serie 7: 3de in 21,10 kwartfinale 2: 4de in 20,78 |
| Dmitry Kosov                                                                                     | 400m (m)                 | 45e       | serie 5: 5de in 47,28 |
| Anatoly Makarevich                                                                               | 800m (m)                 | 13e       | serie 8: 3de in 1.47,30 halve finale 1: 7de in 1.46,69 |
| Azat Rakipau                                                                                     | 1500m (m)                | 12e       | serie 1: 6de in 3.38,64 halve finale 2: 7de in 3.36,16 finale: 12de in 3.44,66 |
| Andrey Tikhonov                                                                                  | 5000m (m)                | 26e       | serie 4: 8ste in 13.44,67 |
| Oleg Strizhakov                                                                                  | 10000m (m)               | 21e       | serie 1: 12de in 28.35,97 |
| Vadim Kurach                                                                                     | 110m horden (m)          | 25e       | serie 5: 4de in 13,86 kwartfinale 1: 8ste in 14,23 |
| Vladimir Shishkin                                                                                | 110m horden (m)          | 18e       | serie 1: 3de in 13,58 kwartfinale 2: 6de in 13,81 |
| Sergey Usov                                                                                      | 110m horden (m)          | 10e       | serie 2: 2de in 13,71 kwartfinale 3: 3de in 13,61 halve finale 1: 5de in 13,67 |
| Oleg Tverdokhleb                                                                                 | 400m horden (m)          | 6e        | serie 3: 3de in 48,68 halve finale 2: 3de in 49,11 finale: 6de in 48,63 |
| Vadim Zadoinov                                                                                   | 400m horden (m)          | 34e       | serie 2: 5de in 51,21 |
| Vladimir Golyas                                                                                  | 3000m steeplechase (m)   | 14e       | serie 1: 5de in 8.32,49 halve finale 2: 7de in 8.30,26 |
| Ivan Konovalov                                                                                   | 3000m steeplechase (m)   | 30e       | serie 2: 10de in 8.58,04 |
| Andrey Fedoriv Pavel Galkin Edvin Ivanov Vitaly Savin                                            | 4x100m (m)               | 5e        | serie 2: 2de in 40,07 halve finale 1: 3de in 38,69 finale: 5de in 38,17 |
| Dmitry Golovastov Dmitry Kliger Dmitry Kosov Oleg Tverdokhleb                                    | 4x400m (m)               | 14e       | serie 2: 5de in 3.05,59 |
| Vladimir Bukhanov                                                                                | marathon (m)             | DNS       | niet gestart |
| Yakov Tolstikov                                                                                  | marathon (m)             | 22e       | 2:17.04 |
| Vladimir Andreyev                                                                                | 20km snelwandelen (m)    | 13e       | 1:28.25 |
| Mikhail Shchennikov                                                                              | 20km snelwandelen (m)    | 12e       | 1:27.17 |
| Oleg Troshin                                                                                     | 20km snelwandelen (m)    | DNF       | niet gefinisht |
| Andrey Perlov                                                                                    | 50km snelwandelen (m)    | Goud      | 3:50.13 |
| Aleksandr Potashov                                                                               | 50km snelwandelen (m)    | DSQ       | gediskwalificeerd |
| Valery Spitsyn                                                                                   | 50km snelwandelen (m)    | 4e        | 3:54.39 |
| Dmitry Bagryanov                                                                                 | verspringen (m)          | 7e        | kwalificatie groep B: 4de met 8,09m finale: 7de met 7,98m |
| Vadim Ivanov                                                                                     | verspringen (m)          | 45e       | kwalificatie groep A: 23ste met 5,97m |
| Aleksandr Kovalenko                                                                              | hink-stap-springen (m)   | 7e        | kwalificatie groep A: 4de met 16,93m finale: 7de met 17,06m |
| Vasily Sokov                                                                                     | hink-stap-springen (m)   | 9e        | kwalificatie groep B: 7de met 16,91m finale: 9de met 16,86m |
| Leonid Voloshin                                                                                  | hink-stap-springen (m)   | 4e        | kwalificatie groep A: 2de met 17,21m finale: 4de met 17,32m |
| Igor Paklin                                                                                      | hoogspringen (m)         | 22e       | kwalificatie groep B: 12de met 2,20m |
| Yury Sergiyenko                                                                                  | hoogspringen (m)         | 24e       | kwalificatie groep A: 11de met 2,20m |
| Sergey Bubka                                                                                     | polsstokhoogspringen (m) | DNF       | kwalificatie groep A: 1ste met 5,60m finale: geen geldige poging |
| Maksim Tarasov                                                                                   | polsstokhoogspringen (m) | Goud      | kwalificatie groep B: 1ste met 5,60m finale: 1ste met 5,80m |
| Igor Trandenkov                                                                                  | polsstokhoogspringen (m) | Zilver    | kwalificatie groep A: 4de met 5,60m finale: 2de met 5,80m |
| Vyacheslav Lykho                                                                                 | kogelstoten (m)          | Brons     | kwalificatie groep A: 4de met 20,24m finale: 3de met 20,94m |
| Oleksandr Klymenko                                                                               | kogelstoten (m)          | 8e        | kwalificatie groep B: 2de met 20,16m finale: 8ste met 20,23m |
| Andrey Nemchaninov                                                                               | kogelstoten (m)          | 16e       | kwalificatie groep B: 8ste met 18,98m |
| Dmitry Kovtsun                                                                                   | discuswerpen (m)         | 7e        | kwalificatie groep A: 3de met 61,62m finale: 7de met 62,04m |
| Dmitry Shevchenko                                                                                | discuswerpen (m)         | 8e        | kwalificatie groep A: 6de met 60,22m finale: 8ste met 61,78m |
| Vladimir Zinchenko                                                                               | discuswerpen (m)         | 26e       | kwalificatie groep B: 13de met 56,94m |
| Dmitry Polyunin                                                                                  | speerwerpen (m)          | 18e       | kwalificatie groep B: 9de met 76,40m |
| Andrey Shevchuk                                                                                  | speerwerpen (m)          | 8e        | kwalificatie groep B: 4de met 80,22m finale: 8ste met 61,78m |
| Viktor Zaytsev                                                                                   | speerwerpen (m)          | 13e       | kwalificatie groep A: 7de met 79,12m |
| Andrey Abduvaliyev                                                                               | kogelslingeren (m)       | Goud      | kwalificatie groep B: 2de met 78,82m finale: 1ste met 82,54m |
| Ihar Astapkovich                                                                                 | kogelslingeren (m)       | Zilver    | kwalificatie groep A: 2de met 76,50m finale: 2de met 81,96m |
| Igor Nikulin                                                                                     | kogelslingeren (m)       | Brons     | kwalificatie groep B: 1ste met 79,08m finale: 3de met 81,38m |
| Ramil Ganiyev                                                                                    | tienkamp (m)             | 8e        | 100m: 8ste in 10,97 verspringen: 7de met 7,49m kogelstoten: 17de met 14,35m hoogspringen: 3de met 2,12m 400m: 14de in 49,30 110m horden: 11de in 14,78 discuswerpen: 8ste met 45,08m polsstokhoogspringen: 6de met 4,90m speerwerpen: 18de met 54,70m 1500m: 17de in 4.42,20 totaal: 8160 punten   |
| Eduard Hämäläinen                                                                                | tienkamp (m)             | DNF       | 100m: 16de in 11,10 verspringen: 20ste met 7,15m kogelstoten: 12de met 14,78m hoogspringen: 12de met 2,00m 400m: niet gestart |
| Viktor Radchenko                                                                                 | tienkamp (m)             | 12e       | 100m: 25ste in 11,30 verspringen: 10de met 7,33m kogelstoten: 9de met 15,21m hoogspringen: 17de met 1,97m 400m: 26ste in 50,62 110m horden: 11de in 14,78 discuswerpen: 11de met 44,84m polsstokhoogspringen: 6de met 4,90m speerwerpen: 3de met 62,56m 1500m: 12de in 4.33,49 totaal: 8071 punten |
|                                                                                                  |                          |           | |
| Olga Bogoslovskaya                                                                               | 100m (v)                 | 12e       | serie 7: 2de in 11,45 kwartfinale 3: 4de in 11,43 halve finale 2: 7de in 11,45 |
| Irina Privalova                                                                                  | 100m (v)                 | Brons     | serie 2: 1ste in 11,42 kwartfinale 4: 1ste in 10,98 halve finale 1: 3de in 11,08 finale: 3de in 10,84 |
| Galina Malchugina                                                                                | 200m (v)                 | 8e        | serie 5: 1ste in 23,08 kwartfinale 3: 1ste in 22,22 halve finale 1: 3de in 22,44 finale: 8ste in 22,63 |
| Irina Privalova                                                                                  | 200m (v)                 | 4e        | serie 1: 2de in 23,22 kwartfinale 4: 2de in 22,45 halve finale 2: 3de in 22,08 finale: 4de in 22,19 |
| Marina Trandenkova                                                                               | 200m (v)                 | 17e       | serie 7: 3de in 22,79 kwartfinale 1: 5de in 22,50 |
| Olga Bryzgina                                                                                    | 400m (v)                 | Zilver    | serie 3: 2de in 52,44 kwartfinale 1: 2de in 50,68 halve finale 1: 3de in 49,76 finale: 2de in 49,05 |
| Olga Nazarova                                                                                    | 400m (v)                 | 4e        | serie 4: 2de in 52,09 kwartfinale 2: 3de in 51,30 halve finale 2: 2de in 50,31 finale: 4de in 49,69 |
| Yelena Ruzina                                                                                    | 400m (v)                 | 12e       | serie 6: 3de in 52,94 kwartfinale 3: 4de in 52,23 halve finale 1: 8ste in 51,30 |
| Lyubov Gurina                                                                                    | 800m (v)                 | 8e        | serie 5: 1ste in 2.00,27 halve finale 2: 1ste in 2.00,64 finale: 8ste in 1.58,13 |
| Liliya Nurutdinova                                                                               | 800m (v)                 | Zilver    | serie 1: 2de in 2.00,37 halve finale 1: 1ste in 1.58,04 finale: 2de in 1.55,99 |
| Inna Yevseyeva                                                                                   | 800m (v)                 | 4e        | serie 4: 1ste in 1.58,58 halve finale 1: 3de in 1.58,20 finale: 4de in 1.57,20 |
| Tetiana Dorovskikh                                                                               | 1500m (v)                | 4e        | serie 1: 2de in 4.09,94 halve finale 2: 1ste in 4.03,79 finale: 4de in 3.57,92 |
| Yekaterina Podkopayeva                                                                           | 1500m (v)                | 8e        | serie 3: 2de in 4.07,55 halve finale 2: 4de in 4.03,93 finale: 8ste in 4.02,03 |
| Lyudmila Rogachova                                                                               | 1500m (v)                | Zilver    | serie 2: 4de in 4.09,54 halve finale 1: 2de in 4.03,85 finale: 2de in 3.56,91 |
| Tetiana Dorovskikh                                                                               | 3000m (v)                | Zilver    | serie 2: 2de in 8.42,45 finale: 2de in 8.46,85 |
| Yelena Khopytova                                                                                 | 3000m (v)                | 6e        | serie 1: 1ste in 8.47,21 finale: 6de in 8.49,55 |
| Yelena Romanova                                                                                  | 3000m (v)                | Goud      | serie 3: 3de in 8.51,18 finale: 1ste in 8.46,04 |
| Olga Bondarenko                                                                                  | 10000m (v)               | DNF       | serie 1: niet gefinisht |
| Lyudmila Matveyeva                                                                               | 10000m (v)               | 29e       | serie 1: 16de in 33.23,02 |
| Yelena Zhupiyeva-Vyazova                                                                         | 10000m (v)               | Goud      | serie 2: niet gefinisht |
| Marina Azyabina                                                                                  | 100m horden (v)          | 9e        | serie 3: 3de in 13,10 kwartfinale 1: 4de in 13,26 halve finale 2: 5de in 13,22 |
| Nataliya Kolovanova                                                                              | 100m horden (v)          | 7e        | serie 2: 4de in 13,20 kwartfinale 2: 4de in 13,06 halve finale 1: 3de in 13,15 finale: 7de in 13,01 |
| Lyudmila Narozhilenko                                                                            | 100m horden (v)          | DNF       | serie 1: 1ste in 13,04 kwartfinale 3: 2de in 13,06 halve finale 2: niet gestart |
| Tatsiana Ledauskaya                                                                              | 400m horden (v)          | 4e        | serie 2: 1ste in 55,03 halve finale 2: 3de in 54,53 finale: 4de in 54,31 |
| Vera Ordina                                                                                      | 400m horden (v)          | 5e        | serie 3: 2de in 55,25 halve finale 1: 2de in 54,37 finale: 5de in 54,83 |
| Margarita Ponomaryova                                                                            | 400m horden (v)          | 6e        | serie 1: 2de in 55,36 halve finale 2: 2de in 53,98 finale: 6de in 54,83 |
| Olga Bogoslovskaya Galina Malchugina Irina Privalova Marina Trandenkova                          | 4x100m (v)               | Zilver    | serie 1: 1ste in 42,42 finale: 2de in 42,16 |
| Olha Bryzhina Lyudmyla Dzhyhalova Olga Nazarova Liliya Nurutdinova Yelena Ruzina Marina Shmonina | 4x400m (v)               | Goud      | serie 2: 1ste in 3.22,91 finale: 1ste in 3.20,20 |
| Madina Biktagirova                                                                               | marathon (v)             | DSQ       | gediskwalificeerd |
| Ramilya Burangulova                                                                              | marathon (v)             | 8e        | 2:38.46 |
| Valentina Yegorova                                                                               | marathon (v)             | Goud      | 2:32.41 |
| Alina Ivanova                                                                                    | 10km snelwandelen (v)    | DSQ       | gediskwalificeerd |
| Yelena Nikolayeva                                                                                | 10km snelwandelen (v)    | Zilver    | 44.33 |
| Yelena Sayko                                                                                     | 10km snelwandelen (v)    | 8e        | 45.23 |
| Larisa Berezhnaya                                                                                | verspringen (v)          | DNF       | kwalificatie groep A: geen geldige poging |
| Inesa Kravets                                                                                    | verspringen (v)          | Zilver    | kwalificatie groep B: 2de met 6,79m finale: 2de met 7,12m |
| Irina Mushailova                                                                                 | verspringen (v)          | 5e        | kwalificatie groep B: 1ste met 6,86m finale: 5de met 6,68m |
| Olga Bolșova                                                                                     | hoogspringen (v)         | 32e       | kwalificatie groep A: 16de met 1,83m |
| Tatsiana Sheuchyk                                                                                | hoogspringen (v)         | 16e       | kwalificatie groep B: 6de met 1,92m finale: 16de met 1,83m |
| Olga Turchak                                                                                     | hoogspringen (v)         | 13e       | kwalificatie groep B: 5de met 1,92m finale: 13de met 1,83m |
| Svetlana Krivelyova                                                                              | kogelstoten (v)          | Goud      | kwalificatie groep B: 1ste met 19,98m finale: 1ste met 21,06m |
| Nataliya Lisovskaya                                                                              | kogelstoten (v)          | 9e        | kwalificatie groep A 1ste met 19,58m finale: 9de met 18,60m |
| Vita Pavlysh                                                                                     | kogelstoten (v)          | 8e        | kwalificatie groep A: 6de met 17,39m finale: 8ste met 18,69m |
| Olga Burova                                                                                      | discuswerpen (v)         | 5e        | kwalificatie groep B: 2de met 64,78m finale: 5de met 64,02m |
| Larisa Korotkevich                                                                               | discuswerpen (v)         | 4e        | kwalificatie groep A 1ste met 67,92m finale: 4de met 65,52m |
| Iryna Yatchanka                                                                                  | discuswerpen (v)         | 7e        | kwalificatie groep B: 7de met 61,60m finale: 7de met 63,74m |
| Irina Kostyuchenkova                                                                             | speerwerpen (v)          | 20e       | kwalificatie groep A: 10de met 57,96m |
| Natallia Shykalenka                                                                              | speerwerpen (v)          | Zilver    | kwalificatie groep B 1ste met 67,36m finale: 2de met 68,26m |
| Yelena Svezhentseva                                                                              | speerwerpen (v)          | 9e        | kwalificatie groep B: 5de met 60,44m finale: 9de met 57,32m |
| Anzhela Atroshchenko                                                                             | zevenkamp (v)            | 12e       | 100m horden: 21ste in 14,03 hoogspringen: 12de met 1,79m kogelstoten: 19de met 13,05m 200m: 10de in 24,39 verspringen: 7de met 6,22m speerwerpen: 9de met 45,18m 800m: 6de in 2.10,90 totaal: 6251 punten                                                                                          |
| Irina Belova                                                                                     | zevenkamp (v)            | Zilver    | 100m horden: 5de in 13,25 hoogspringen: 3de met 1,88m kogelstoten: 14de met 13,77m 200m: 3de in 23,34 verspringen: 2de met 6,82m speerwerpen: 18de met 41,90m 800m: 1ste in 2.05,08 totaal: 6845 punten                                                                                            |

### Badminton
| Olympiër        | Discipline    | Resultaat | Prestatie |
| --------------- | ------------- | --------- | --- |
| Andrey Antropov | enkelspel (m) | 9e        | 1ste ronde: W van NZL Harrison: 2-0 (15-3, 15-10) 2de ronde: W van SWE Axelsson: 2-0 (15-10, 15-5) 3de ronde: V van INA Budikusuma: 0-2 (4-15, 7-15) |
|                 |               |           | |
| Yelena Rybkina  | enkelspel (v) | 9e        | 1ste ronde: vrij 2de ronde: W van POL Bąk: 2-0 (11-14, 11-4) 3de ronde: V van AUS Lao: 1-2 (11-7, 7-11, 8-11)                                        |

### Basketbal

#### Mannen
| Olympiër | Discipline | Resultaat | Prestatie |
| --- | ---------- | --------- | --- |
| Sergey Bazarevich Aleksandr Belostenny Viktor Berezhnoy Vladimir Gorin Igors Miglinieks Vitaly Nosov Sergey Panov Elşad Qadaşev Dmitry Sukharev Valery Tikhonenko Gundars Vetra Aleksandr Volkov | mannen     | 4e        | groep B: 1ste W van Venezuela: 78-64 W van Australië: 85-63 W van China: 100-84 W van Litouwen: 92-80 V van Puerto Rico: 70-82 kwartfinale: W van Duitsland: 83-76 halve finale: V van Kroatië: 74-75 bronzen finale: V van Litouwen: 78-82 |

| Groep B |                  |             |             |             |            |            |            |        |
| #       | Land             | Wedstrijden | Wedstrijden | Wedstrijden | Doelpunten | Doelpunten | Doelpunten | Punten |
| #       | Land             | G           | W           | V           | V          | T          | Saldo      | Punten |
| 1       | Gezamenlijk team | 5           | 4           | 1           | 425        | 373        | +52        | 9      |
| 2       | Litouwen         | 5           | 4           | 1           | 481        | 424        | +57        | 9      |
| 3       | Australië        | 5           | 3           | 2           | 432        | 396        | +36        | 8      |
| 4       | Puerto Rico      | 5           | 3           | 2           | 445        | 440        | +5         | 8      |
| 5       | Venezuela        | 5           | 1           | 4           | 392        | 427        | −35        | 6      |
| 6       | China            | 5           | 0           | 5           | 381        | 496        | −115       | 5      |

| Ronde          | Datum     | Plaats             | Land   | Score            | Land |
| -------------- | --------- | ------------------ | ------ | ---------------- | ---- |
| Groepsfase     |           |                    |        |                  |      |
| 26 juli        | Barcelona | Venezuela          | 64-78  | Gezamenlijk team |      |
| 27 juli        | Barcelona | Gezamenlijk team   | 85-63  | Australië        |      |
| 29 juli        | Barcelona | Gezamenlijk team   | 100-84 | China            |      |
| 31 juli        | Barcelona | Litouwen           | 80-92  | Gezamenlijk team |      |
| 2 augustus     | Barcelona | Puerto Rico        | 82-70  | Gezamenlijk team |      |
| Kwartfinale    |           |                    |        |                  |      |
| 4 augustus     | Barcelona | Gezamenlijk team   | 83-76  | Duitsland        |      |
| Halve finale   |           |                    |        |                  |      |
| 6 augustus     | Barcelona | Kroatië            | 75-74  | Gezamenlijk team |      |
| Bronzen finale |           |                    |        |                  |      |
| 8 augustus     | Barcelona | ' Gezamenlijk team | 78-82  | Litouwen         |      |

#### Vrouwen
| Olympiër | Discipline | Resultaat | Prestatie |
| --- | ---------- | --------- | --- |
| Elena Baranova Elen Bunatyants Irina Gerlits Yelena Khudashova Irina Minkh Yelena Shvaybovich Irina Sumnikova Maryna Tkachenko Elena Tornikidou Svetlana Antipova Natalya Zasulskaya Olena Zhyrko | vrouwen    | Goud      | groep B: 2de V van Cuba: 89-91 W van Italië: 79-67 W van Brazilië: 76-64 halve finale: W van Verenigde Staten: 79-73 finale: W van China: 76-66 |

| Groep A |                  |             |             |             |        |        |        |        |
| #       | Land             | Wedstrijden | Wedstrijden | Wedstrijden | Punten | Punten | Punten | Punten |
| #       | Land             | G           | W           | V           | V      | T      | Saldo  | Punten |
| 1       | Cuba             | 3           | 3           | 0           | 246    | 230    | +16    | 6      |
| 2       | Gezamenlijk team | 3           | 2           | 1           | 244    | 222    | +22    | 5      |
| 3       | Brazilië         | 3           | 1           | 2           | 237    | 241    | -4     | 4      |
| 4       | Italië           | 3           | 0           | 3           | 190    | 224    | -34    | 3      |

| Ronde       | Datum     | Plaats           | Land  | Score            | Land |
| ----------- | --------- | ---------------- | ----- | ---------------- | ---- |
| Groepsfase  |           |                  |       |                  |      |
| 30 juli     | Barcelona | Gezamenlijk team | 89-91 | Cuba             |      |
| 1 augustus  | Barcelona | Gezamenlijk team | 79-67 | Italië           |      |
| 3 augustus  | Barcelona | Gezamenlijk team | 76-64 | Brazilië         |      |
| 5-8ste plek |           |                  |       |                  |      |
| 5 augustus  | Barcelona | Verenigde Staten | 73-79 | Gezamenlijk team |      |
| 7-8ste plek |           |                  |       |                  |      |
| 7 augustus  | Barcelona | Gezamenlijk team | 76-66 | China            |      |

### Boksen
| Olympiër             | Discipline  | Resultaat | Prestatie |
| -------------------- | ----------- | --------- | --- |
| Volodymyr Hanchenko  | -48kg (m)   | 17e       | 1ste ronde: V van HUN Lakatos: scheidsrechterlijke beslissing |
| Anatoly Filippov     | -51kg (m)   | 17e       | 1ste ronde: V van ALG Chikh: 3-5 |
| Vladislav Antonov    | -54kg (m)   | 17e       | 1ste ronde: V van THA Suwanyod: 4-6 |
| Ramazan Paliani      | -57kg (m)   | Brons     | 1ste ronde: W van USA Wheeler: 8-4 2de ronde: W van BRA Brito: 19-2 kwartfinale: W van ROU Dumitrescu: 11-5 halve finale: V van ESP Reyes: 9-14                                 |
| Artur Grigoryan      | -60kg (m)   | 9e        | 1ste ronde: W van ESP Palomino: 11-10 2de ronde: V van KOR Hong: 3-9 |
| Oleg Nikolayev       | -63,5kg (m) | 5e        | 1ste ronde: vrij 2de ronde: W van PNG Tinge Meta: 17-2 kwartfinale: V van CUB Vinent: 3-26                                                                                      |
| Andrey Pestryayev    | -67kg (m)   | 17e       | 1ste ronde: V van LTU Karpačiauskas: 4-9 |
| Arkady Topayev       | -71kg (m)   | 17e       | 1ste ronde: V van CUB Topayev: 0-11 |
| Aleksandr Lebzyak    | -75kg (m)   | 9e        | 1ste ronde: W van AUS Crawford: scheidsrechterlijke beslissing 2de ronde: V van USA Byrd: 6-17                                                                                  |
| Rostyslav Zaulychniy | -81kg (m)   | Zilver    | 1ste ronde: vrij 2de ronde: W van NGR Jacobs: 16-8 kwartfinale: W van GBR Wilson: 13-0 halve finale: W van HUN Béres: scheidsrechterlijke beslissing finale: V van GER May: 3-8 |
| Aleksey Chudinov     | -91kg (m)   | 9e        | 1ste ronde: W van LTU Markevičius: 7-3 2de ronde: V van IRL Douglas: 9-15 |
| Nikolay Kulpin       | +91kg (m)   | 9e        | 1ste ronde: vrij 2de ronde: V van USA Donald: scheidsrechterlijke beslissing |

### Boogschieten
| Olympiër                                             | Discipline      | Resultaat | Prestatie |
| ---------------------------------------------------- | --------------- | --------- | --- |
| Vadim Shikarev                                       | individueel (m) | 7e        | plaatsingsronde: 2de met 1323 punten 1ste ronde: W van FRA Felipe: 103-102 2de ronde: W van AUS Greenham: 102-94 kwartfinale: V van NOR Grov: 104-109                                                                            |
| Vladimir Yesheyev                                    | individueel (m) | 11e       | plaatsingsronde: 4de met 1336 punten 1ste ronde: W van BRA Krieger: 106-95 2de ronde: V van GBR Terry: 102-104 |
| Stanislav Zabrodsky                                  | individueel (m) | 10e       | plaatsingsronde: 24ste met 1285 punten 1ste ronde: W van JPN Yamamoto: 108-106 2de ronde: V van INA Setijawan: 102-104 |
| Vadim Shikarev Vladimir Yesheyev Stanislav Zabrodsky | team (m)        | 8e        | plaatsingsronde: 2de met 3924 punten 1ste ronde: W van India: 241-220 kwartfinale: V van Spanje: 229-235 |
|                                                      |                 |           | |
| Loedmila Arzjannikova                                | individueel (v) | 27e       | plaatsingsronde: 13de met 1306 punten 1ste ronde: V van USA O'Donnell: 97-101 |
| Khatuna Lorig                                        | individueel (v) | 6e        | plaatsingsronde: 6de met 1326 punten 1ste ronde: W van NED van Rozendaal-van Gerven: 108-102 2de ronde: W van CHN Ma: 111-104 kwartfinale: V van CHN Wang: 101-108                                                               |
| Natalia Valeeva                                      | individueel (v) | Brons     | plaatsingsronde: 4de met 1346 punten 1ste ronde: W van USA Block: 101-99 2de ronde: W van USA O'Donnell: 112-105 kwartfinale: W van USA Parker: 107-105 halve finale: V van KOR: 102-111 bronzen finale: W van CHN Wang: 104-102 |
| Loedmila Arzjannikova Khatuna Lorig Natalia Valeeva  | team (v)        | Brons     | plaatsingsronde: 2de met 3978 punten 1ste ronde: W van Duitsland: 242-234 kwartfinale: W van Turkije: 242-228 halve finale: V van China: 224-224 bronzen finale: W van Frankrijk: 240-222                                        |

### Gewichtheffen
| Olympiër             | Discipline  | Resultaat | Prestatie                                                                   |
| -------------------- | ----------- | --------- | --------------------------------------------------------------------------- |
| Israel Militosyan    | -67,5kg (m) | Goud      | trekken: 1ste met 155,0kg (OR) stoten: 1ste met 182,5kg totaal: 337,5kg     |
| Tudor Casapu         | -75kg (m)   | Goud      | trekken: 3de met 155,0kg stoten: 1ste met 202,5kg totaal: 357,5kg           |
| Ibragim Samadov      | -82,5kg (m) | DSQ       | trekken: 1ste met 167,5kg stoten: 3de met 202,5kg totaal: 370kg             |
| K'akhi K'akhiashvili | -90kg (m)   | Goud      | trekken: 2de met 177,5kg stoten: 1ste met 235kg (WR) totaal: 412,5kg (OR)   |
| Sergey Syrtsov       | -90kg (m)   | Zilver    | trekken: 1ste met 190,0kg (OR) stoten: 2de met 222,5kg totaal: 412,5kg (OR) |
| Tymur Taimazov       | -100kg (m)  | Zilver    | trekken: 2de met 185kg stoten: 2de met 217,5kg totaal: 402,5kg              |
| Viktor Tregubov      | -100kg (m)  | Goud      | trekken: 1ste met 190,0kg (OR) stoten: 1ste met 220kg totaal: 410kg         |
| Artur Akoyev         | -110kg (m)  | Zilver    | trekken: 1ste met 195kg stoten: 2de met 235kg totaal: 430kg                 |
| Aliaksandr Kurlovich | +110kg (m)  | Goud      | trekken: 1ste met 205,0kg stoten: 1ste met 245kg totaal: 450kg              |
| Leonid Taranenko     | +110kg (m)  | Zilver    | trekken: 2de met 187,5kg stoten: 2de met 237,5kg totaal: 425,0kg            |

### Gymnastiek
| Olympiër                                                                                              | Discipline               | Resultaat     | Prestatie |
| Ritmisch                                                                                              | Ritmisch                 | Ritmisch      | Ritmisch |
| --- | ------------------------ | ------------- | --- |
| Oksana Skaldina                                                                                       | individueel (v)          | Brons         | kwalificatie: 2de hoepel: 1ste met 9,725 punten touw: 2de met 9,600 punten knotsen: 4de met 9,475 punten bal: 1ste met 9,725 punten totaal: 38,525 punten finale: 3de hoepel: 2de met 9,725 punten touw: 6de met 9,525 punten knotsen: 3de met 9,750 punten bal: 3de met 9,650 punten totaal: 58,100 punten |
| Aleksandra Timoshenko                                                                                 | individueel (v)          | Goud          | kwalificatie: 1ste hoepel: 1ste met 9,725 punten touw: 1ste met 9,800 punten knotsen: 1ste met 9,800 punten bal: 2de met 9,650 punten totaal: 38,975 punten finale: 1ste hoepel: 1ste met 9,950 punten touw: 1ste met 9,950 punten knotsen: 1ste met 9,950 punten bal: 2de met 9,700 punten totaal: 59,037 punten |
| Turnen                                                                                                |                          |               | |
| Valery Belenky                                                                                        | brug (m)                 | kwalificatie* | kwalificatie: 3de met 19,575 punten |
| Ihor Korobchinskyi                                                                                    | brug (m)                 | Brons         | kwalificatie: 2de met 19,600 punten finale: 3de met 9,800 punten |
| Hryhoriy Misiutin                                                                                     | brug (m)                 | kwalificatie* | kwalificatie: 4de met 19,550 punten |
| Rustam Sharipov                                                                                       | brug (m)                 | 20e           | kwalificatie: 20ste met 19,175 punten |
| Vitali Shcherba                                                                                       | brug (m)                 | Goud          | kwalificatie: 1ste met 19,725 punten finale: 1ste met 9,900 punten |
| Aleksey Voropayev                                                                                     | brug (m)                 | 9e            | kwalificatie: 9de met 19,350 punten |
| Valery Belenky                                                                                        | paard voltige (m)        | 7e            | kwalificatie: 1ste met 19,650 punten finale: 7de met 9,250 punten |
| Ihor Korobchinskyi                                                                                    | paard voltige (m)        | kwalificatie* | kwalificatie: 5de met 19,475 punten |
| Hryhoriy Misiutin                                                                                     | paard voltige (m)        | 51e           | kwalificatie: 51ste met 18,800 punten |
| Rustam Sharipov                                                                                       | paard voltige (m)        | 75e           | kwalificatie: 75ste met 18,425 punten |
| Vitali Shcherba                                                                                       | paard voltige (m)        | Goud          | kwalificatie: 1ste met 19,650 punten finale: 1ste met 9,925 punten |
| Aleksey Voropayev                                                                                     | paard voltige (m)        | 26e           | kwalificatie: 26ste met 19,050 punten |
| Valery Belenky                                                                                        | rekstok (m)              | 5e            | kwalificatie: 4de met 19,525 punten finale: 5de met 9,787 punten |
| Ihor Korobchinskyi                                                                                    | rekstok (m)              | 35e           | kwalificatie: 35ste met 19,150 punten |
| Hryhoriy Misiutin                                                                                     | rekstok (m)              | Zilver        | kwalificatie: 1ste met 19,700 punten finale: 2de met 9,837 punten |
| Rustam Sharipov                                                                                       | rekstok (m)              | 31e           | kwalificatie: 31ste met 19,175 punten |
| Vitali Shcherba                                                                                       | rekstok (m)              | 11e           | kwalificatie: 11de met 19,375 punten |
| Aleksey Voropayev                                                                                     | rekstok (m)              | 23e           | kwalificatie: 23ste met 19,225 punten |
| Valery Belenky                                                                                        | ringen (m)               | 5e            | kwalificatie: 3de met 19,675 punten finale: 5de met 9,825 punten |
| Ihor Korobchinskyi                                                                                    | ringen (m)               | 12e           | kwalificatie: 12de met 19,475 punten |
| Hryhoriy Misiutin                                                                                     | ringen (m)               | kwalificatie* | kwalificatie: 5de met 19,650 punten |
| Rustam Sharipov                                                                                       | ringen (m)               | 21e           | kwalificatie: 21ste met 19,350 punten |
| Vitali Shcherba                                                                                       | ringen (m)               | Goud          | kwalificatie: 1ste met 19,800 punten finale: 1ste met 9,937 punten |
| Aleksey Voropayev                                                                                     | ringen (m)               | 13e           | kwalificatie: 13de met 19,450 punten |
| Valery Belenky                                                                                        | sprong (m)               | kwalificatie* | kwalificatie: 4de met 19,400 punten |
| Ihor Korobchinskyi                                                                                    | sprong (m)               | kwalificatie* | kwalificatie: 6de met 19,300 punten |
| Hryhoriy Misiutin                                                                                     | sprong (m)               | Zilver        | kwalificatie: 1ste met 19,575 punten finale: 2de met 9,781 punten |
| Rustam Sharipov                                                                                       | sprong (m)               | kwalificatie* | kwalificatie: 5de met 19,350 punten |
| Vitali Shcherba                                                                                       | sprong (m)               | Goud          | kwalificatie: 2de met 19,525 punten finale: 1ste met 9,856 punten |
| Aleksey Voropayev                                                                                     | sprong (m)               | 70e           | kwalificatie: 70ste met 18,650 punten |
| Valery Belenky                                                                                        | vloer (m)                | kwalificatie* | kwalificatie: 3de met 19,675 punten |
| Ihor Korobchinskyi                                                                                    | vloer (m)                | kwalificatie* | kwalificatie: 4de met 19,500 punten |
| Hryhoriy Misiutin                                                                                     | vloer (m)                | Zilver        | kwalificatie: 2de met 19,700 punten finale: 2de met 9,787 punten |
| Rustam Sharipov                                                                                       | vloer (m)                | kwalificatie* | kwalificatie: 6de met 19,475 punten |
| Vitali Shcherba                                                                                       | vloer (m)                | 6e            | kwalificatie: 1ste met 19,800 punten finale: 6de met 9,712 punten |
| Aleksey Voropayev                                                                                     | vloer (m)                | 12e           | kwalificatie: 12de met 19,400 punten |
| Valery Belenky                                                                                        | individuele meerkamp (m) | Brons         | kwalificatie: 2de brug: 3de met 19,575 punten paard voltige: 1ste met 19,650 punten rekstok: 4de met 19,525 punten ringen: 3de met 19,675 punten sprong: 4de met 19,400 punten vloer: 3de met 19,675 punten totaal: 117,500 punten finale: 1ste brug: 4de met 9,775 punten paard voltige: 5de met 9,775 punten rekstok: 15de met 9,575 punten ringen: 1ste met 9,825 punten sprong: 3de met 9,850 punten vloer: 2de met 9,825 punten totaal: 58,625 punten       |
| Ihor Korobchinskyi                                                                                    | individuele meerkamp (m) | kwalificatie* | kwalificatie: 5de brug: 2de met 19,600 punten paard voltige: 5de met 19,475 punten rekstok: 35ste met 19,150 punten ringen: 12de met 19,475 punten sprong: 6de met 19,300 punten vloer: 4de met 19,500 punten totaal: 116,500 punten |
| Hryhoriy Misiutin                                                                                     | individuele meerkamp (m) | Zilver        | kwalificatie: 3de brug: 4de met 19,550 punten paard voltige: 51ste met 18,800 punten rekstok: 1ste met 19,700 punten ringen: 5de met 19,650 punten sprong: 1ste met 19,575 punten vloer: 2de met 19,700 punten totaal: 116,975 punten finale: 1ste brug: 2de met 9,800 punten paard voltige: 1ste met 9,900 punten rekstok: 1ste met 9,825 punten ringen: 2de met 9,800 punten sprong: 7de met 9,775 punten vloer: 2de met 9,825 punten totaal: 58,925 punten    |
| Rustam Sharipov                                                                                       | individuele meerkamp (m) | kwalificatie* | kwalificatie: 22ste brug: 20ste met 19,175 punten paard voltige: 75ste met 18,425 punten rekstok: 31ste met 19,175 punten ringen: 21ste met 19,350 punten sprong: 5de met 19,350 punten vloer: 6de met 19,475 punten totaal: 114,950 punten |
| Vitali Shcherba                                                                                       | individuele meerkamp (m) | Goud          | kwalificatie: 1ste brug: 1ste met 19,725 punten paard voltige: 1ste met 19,650 punten rekstok: 11de met 19,375 punten ringen: 1ste met 19,800 punten sprong: 2de met 19,525 punten vloer: 1ste met 19,800 punten totaal: 117,875 punten finale: 1ste brug: 1ste met 9,900 punten paard voltige: 5de met 9,775 punten rekstok: 2de met 9,800 punten ringen: 2de met 9,800 punten sprong: 1ste met 9,875 punten vloer: 1ste met 9,875 punten totaal: 59,025 punten |
| Aleksey Voropayev                                                                                     | individuele meerkamp (m) | kwalificatie* | kwalificatie: 16de brug: 9de met 19,350 punten paard voltige: 26ste met 19,050 punten rekstok: 23ste met 19,225 punten ringen: 13de met 19,450 punten sprong: 70ste met 18,650 punten vloer: 12de met 19,400 punten totaal: 115,125 punten |
| Valery Belenky Ihor Korobchynskyi Hrihoriy Misyutin Vitaly Scherbo Rustam Sharipov Aleksey Voropayev  | meerkamp team (m)        | Goud          | brug: 1ste met 97,850 punten paard voltige: 1ste met 97,100 punten rekstok: 1ste met 97,125 punten ringen: 1ste met 98,050 punten sprong: 1ste met 97,175 punten vloer: 1ste met 98,150 punten totaal: 585,450 punten |
| |                          |               | |
| Sviatlana Bahinskaya                                                                                  | balk (v)                 | 5e            | kwalificatie: 2de met 19,800 punten finale: 5de met 9,862 punten |
| Oksana Chusovitina                                                                                    | balk (v)                 | 10e           | kwalificatie: 10de met 19,675 punten |
| Roza Galiyeva                                                                                         | balk (v)                 | 11e           | kwalificatie: 11de met 19,662 punten |
| Yelena Grudneva                                                                                       | balk (v)                 | 9e            | kwalificatie: 9de met 19,687 punten |
| Tatyana Gutsu                                                                                         | balk (v)                 | 37e           | kwalificatie: 37ste met 19,312 punten |
| Tatyana Lysenko                                                                                       | balk (v)                 | Goud          | kwalificatie: 3de met 19,787 punten finale: 1ste met 9,975 punten |
| Sviatlana Bahinskaya                                                                                  | brug (v)                 | 10e           | kwalificatie: 10de met 19,787 punten |
| Oksana Chusovitina                                                                                    | brug (v)                 | 77e           | kwalificatie: 77ste met 18,849 punten |
| Roza Galiyeva                                                                                         | brug (v)                 | 14e           | kwalificatie: 14de met 19,750 punten |
| Yelena Grudneva                                                                                       | brug (v)                 | 14e           | kwalificatie: 14de met 19,750 punten |
| Tatyana Gutsu                                                                                         | brug (v)                 | Zilver        | kwalificatie: 1ste met 19,899 punten finale: 2de met 9,975 punten |
| Tatyana Lysenko                                                                                       | brug (v)                 | 13e           | kwalificatie: 13de met 19,774 punten |
| Sviatlana Bahinskaya                                                                                  | sprong (v)               | 4e            | kwalificatie: 8ste met 19,800 punten finale: 4de met 9,899 punten |
| Oksana Chusovitina                                                                                    | sprong (v)               | 14e           | kwalificatie: 14de met 19,750 punten |
| Roza Galiyeva                                                                                         | sprong (v)               | 20e           | kwalificatie: 20ste met 19,699 punten |
| Yelena Grudneva                                                                                       | sprong (v)               | 24e           | kwalificatie: 24ste met 19,637 punten |
| Tatyana Gutsu                                                                                         | sprong (v)               | 9e            | kwalificatie: 9de met 19,787 punten |
| Tatyana Lysenko                                                                                       | sprong (v)               | Brons         | kwalificatie: 5de met 19,824 punten finale: 3de met 9,912 punten |
| Sviatlana Bahinskaya                                                                                  | vloer (v)                | kwalificatie* | kwalificatie: 1ste met 19,900 punten |
| Oksana Chusovitina                                                                                    | vloer (v)                | 7e            | kwalificatie: 7de met 19,837 punten finale: 7de met 9,812 punten |
| Roza Galiyeva                                                                                         | vloer (v)                | 10e           | kwalificatie: 10de met 19,774 punten |
| Yelena Grudneva                                                                                       | vloer (v)                | 43e           | kwalificatie: 43ste met 19,337 punten |
| Tatyana Gutsu                                                                                         | vloer (v)                | Brons         | kwalificatie: 5de met 19,850 punten finale: 3de met 9,912 punten |
| Tatyana Lysenko                                                                                       | vloer (v)                | 12e           | kwalificatie: 12de met 19,737 punten |
| Sviatlana Bahinskaya                                                                                  | individuele meerkamp (v) | 5e            | kwalificatie: 2de balk: 2de met 19,800 punten brug: 10de met 19,787 punten sprong: 8ste met 19,800 punten vloer: 1ste met 19,900 punten totaal: 79,287 punten finale: 1ste balk: 7de met 9,887 punten brug: 4de met 9,912 punten sprong: 2de met 9,912 punten vloer: 3de met 9,962 punten totaal: 39,673 punten |
| Oksana Chusovitina                                                                                    | individuele meerkamp (v) | kwalificatie* | kwalificatie: 30ste balk: 10de met 19,675 punten brug: 77ste met 18,849 punten sprong: 14de met 19,750 punten vloer: 7de met 19,837 punten totaal: 78,111 punten |
| Roza Galiyeva                                                                                         | individuele meerkamp (v) | kwalificatie* | kwalificatie: 8ste balk: 11de met 19,662 punten brug: 14de met 19,750 punten sprong: 20ste met 19,699 punten vloer: 10de met 19,774 punten totaal: 78,885 punten |
| Yelena Grudneva                                                                                       | individuele meerkamp (v) | kwalificatie* | kwalificatie: 22ste balk: 9de met 19,687 punten brug: 14de met 19,750 punten sprong: 24ste met 19,637 punten vloer: 43ste met 19,337 punten totaal: 78,411 punten |
| Tatyana Gutsu                                                                                         | individuele meerkamp (v) | Goud          | kwalificatie: 9de balk: 37ste met 19,312 punten brug: 1ste met 19,899 punten sprong: 9de met 19,787 punten vloer: 5de met 19,850 punten totaal: 78,848 punten finale: 1ste balk: 1ste met 9,950 punten brug: 3de met 9,925 punten sprong: 2de met 9,912 punten vloer: 5de met 9,950 punten totaal: 39,737 punten |
| Tatyana Lysenko                                                                                       | individuele meerkamp (v) | 7e            | kwalificatie: 5de balk: 3de met 19,787 punten brug: 13de met 19,744 punten sprong: 5de met 19,824 punten vloer: 12de met 19,737 punten totaal: 79,122 punten finale: 1ste balk: 4de met 9,900 punten brug: 18de met 9,800 punten sprong: 7de met 9,875 punten vloer: 3de met 9,962 punten totaal: 39,537 punten |
| Svetlana Boginskaya Oksana Chusovitina Rozalia Galiyeva Yelena Grudneva Tatiana Gutsu Tatiana Lysenko | meerkamp team (v)        | Goud          | balk: 1ste met 98,748 punten brug: 2de met 98,960 punten sprong: 3de met 98,860 punten vloer: 1ste met 99,098 punten totaal: 395,666 punten |

### Handbal

#### Mannen
| Olympiër | Discipline | Resultaat | Prestatie |
| --- | ---------- | --------- | --- |
| Andrey Barbashinsky Serhiy Bebeshko Talant Dujshebaev Yuri Gavrilov Valery Gopin Oleg Grebnev Mikhail Yakimovich Oleg Kiselyov Vasily Kudinov Andrey Lavrov Igor Chumak Igor Vasilyev | mannen     | Goud      | groep B: 1ste W van Duitsland: 25-15 W van Frankrijk: 23-22 W van Egypte: 22-18 W van Spanje: 24-18 W van Roemenië: 27-25 halve finale: W van IJsland: 23-19 finale: W van Zweden: 22-20 |

| Groep B |                  |             |             |             |             |            |            |            |        |
| #       | Land             | Wedstrijden | Wedstrijden | Wedstrijden | Wedstrijden | Doelpunten | Doelpunten | Doelpunten | Punten |
| #       | Land             | G           | W           | G           | V           | V          | T          | Saldo      | Punten |
| 1       | Gezamenlijk team | 5           | 5           | 0           | 0           | 121        | 98         | +23        | 10     |
| 2       | Frankrijk        | 5           | 4           | 0           | 1           | 111        | 98         | +13        | 8      |
| 3       | Spanje           | 5           | 3           | 0           | 2           | 97         | 98         | -1         | 6      |
| 4       | Roemenië         | 5           | 1           | 1           | 3           | 107        | 115        | -8         | 3      |
| 5       | Duitsland        | 5           | 1           | 1           | 3           | 97         | 103        | -6         | 3      |
| 6       | Egypte           | 5           | 0           | 0           | 5           | 92         | 113        | -21        | 0      |

| Ronde          | Datum     | Plaats           | Land  | Score            | Land |
| -------------- | --------- | ---------------- | ----- | ---------------- | ---- |
| Groepsfase     |           |                  |       |                  |      |
| 27 juli        | Barcelona | Gezamenlijk team | 25-15 | Duitsland        |      |
| 29 juli        | Barcelona | Frankrijk        | 22-23 | Gezamenlijk team |      |
| 31 juli        | Barcelona | Gezamenlijk team | 22-18 | Egypte           |      |
| 2 augustus     | Barcelona | Spanje           | 18-24 | Gezamenlijk team |      |
| 4 augustus     | Barcelona | Gezamenlijk team | 27-25 | Roemenië         |      |
| Halve finale   |           |                  |       |                  |      |
| 6 augustus     | Barcelona | IJsland          | 19-23 | Gezamenlijk team |      |
| Bronzen finale |           |                  |       |                  |      |
| 8 augustus     | Barcelona | Zweden           | 20-22 | Gezamenlijk team |      |

#### Vrouwen
| Olympiër | Discipline | Resultaat | Prestatie |
| --- | ---------- | --------- | --- |
| Natalya Anisimova Maryna Bazanova Svetlana Bogdanova Galina Borzenkova Natalya Deryugina Tatyana Dzhandzhgava Tetyana Horb Lyudmila Gudz Elina Guseva Larisa Kiselyova Natalya Morskova Galina Onopriyenko Svetlana Pryakhina | vrouwen    | Brons     | groep A: 1ste W van Verenigde Staten: 23-16 W van Nigeria: 26-18 W van Duitsland: 28-22 halve finale: V van Noorwegen: 23-24 bronzen finale: W van Duitsland: 24-20 |

| Groep A |                  |             |             |             |             |            |            |            |        |
| #       | Land             | Wedstrijden | Wedstrijden | Wedstrijden | Wedstrijden | Doelpunten | Doelpunten | Doelpunten | Punten |
| #       | Land             | G           | W           | G           | V           | V          | T          | Saldo      | Punten |
| 1       | Gezamenlijk team | 3           | 3           | 0           | 0           | 77         | 56         | +21        | 6      |
| 2       | Duitsland        | 3           | 2           | 0           | 1           | 86         | 61         | +25        | 4      |
| 3       | Verenigde Staten | 3           | 1           | 0           | 2           | 55         | 76         | -21        | 2      |
| 4       | Nigeria          | 3           | 0           | 0           | 3           | 56         | 81         | -25        | 0      |

| Ronde          | Datum     | Plaats           | Land  | Score            | Land |
| -------------- | --------- | ---------------- | ----- | ---------------- | ---- |
| Groepsfase     |           |                  |       |                  |      |
| 30 juli        | Barcelona | Gezamenlijk team | 23-16 | Verenigde Staten |      |
| 1 augustus     | Barcelona | Nigeria          | 18-26 | Gezamenlijk team |      |
| 3 augustus     | Barcelona | Gezamenlijk team | 28-22 | Duitsland        |      |
| Halve finale   |           |                  |       |                  |      |
| 6 augustus     | Barcelona | Gezamenlijk team | 23-24 | Noorwegen        |      |
| Bronzen finale |           |                  |       |                  |      |
| 8 augustus     | Barcelona | Duitsland        | 20-24 | Gezamenlijk team |      |

### Hockey
| Olympiër | Discipline | Resultaat | Prestatie |
| --- | ---------- | --------- | --- |
| Vladimir Antakov Sergey Barabashin Viktor Deputatov Aleksandr Domashev Sos Hayrapetyan Oleg Khandayev Aleksandr Krasnoyartsev Igor Muladyanov Yevgeny Nechayev Sergey Pleshakov Vladimir Pleshakov Yury Safonov Berikkazy Seksenbayev Viktor Sukhikh Igor Yulchiyev | vrouwen    | 10e       | groep B: 5de V van Nederland: 2-5 W van Maleisië: 7-3 V van Pakistan: 2-6 V van Spanje: 0-4 V van Nieuw-Zeeland: 0-3 9-12de plek: W van Egypte: 4-2 9-10de plek: V van Maleisië: 3-4 |

| Groep B |                  |             |             |             |             |            |            |            |        |
| #       | Land             | Wedstrijden | Wedstrijden | Wedstrijden | Wedstrijden | Doelpunten | Doelpunten | Doelpunten | Punten |
| #       | Land             | G           | W           | G           | V           | V          | T          | Saldo      | Punten |
| 1       | Pakistan         | 5           | 5           | 0           | 0           | 20         | 6          | +14        | 10     |
| 2       | Nederland        | 5           | 4           | 1           | 0           | 20         | 10         | +10        | 8      |
| 3       | Spanje           | 5           | 3           | 0           | 2           | 15         | 11         | +5         | 6      |
| 4       | Nieuw-Zeeland    | 5           | 4           | 0           | 4           | 7          | 12         | -5         | 2      |
| 5       | Gezamenlijk team | 5           | 1           | 0           | 4           | 12         | 20         | -8         | 2      |
| 6       | Maleisië         | 5           | 1           | 0           | 4           | 9          | 24         | -15        | 2      |

| Ronde       | Datum     | Plaats           | Land | Score            | Land |
| ----------- | --------- | ---------------- | ---- | ---------------- | ---- |
| Groepsfase  |           |                  |      |                  |      |
| 26 juli     | Barcelona | Nederland        | 5-2  | Gezamenlijk team |      |
| 28 juli     | Barcelona | Gezamenlijk team | 7-3  | Maleisië         |      |
| 30 juli     | Barcelona | Pakistan         | 6-2  | Gezamenlijk team |      |
| 1 augustus  | Barcelona | Spanje           | 4-0  | Gezamenlijk team |      |
| 3 augustus  | Barcelona | Gezamenlijk team | 0-3  | Nieuw-Zeeland    |      |
| 9-12de plek |           |                  |      |                  |      |
| 5 augustus  | Barcelona | Gezamenlijk team | 4-2  | Egypte           |      |
| 9-10de plek |           |                  |      |                  |      |
| 7 augustus  | Barcelona | Maleisië         | 4-3  | Gezamenlijk team |      |

### Judo
| Olympiër              | Discipline | Resultaat | Prestatie |
| --------------------- | ---------- | --------- | --- |
| Nazim Huseynov        | -60kg (m)  | Goud      | 1ste ronde: W van BUL Rusev: ippon 2de ronde: W van GUI Bah: ippon 3de ronde: W van ITA Cattedra: ippon kwartfinale: W van MGL Battugla: sochei-guchi halve finale: W van JPN Koshino: waza-ari finale: W van KOR Yoon: koka                            |
| Sergey Kosmynin       | -65kg (m)  | 24e       | 1ste ronde: vrij 2de ronde: V van TCH Petřikov: yuko |
| Magomedbek Aliyev     | -71kg (m)  | 34e       | 1ste ronde: V van MGL Boldbaatar: waza-ari |
| Sharip Varayev        | -78kg (m)  | 7e        | 1ste ronde: vrij 2de ronde: W van NZL Spinks: ippon 3de ronde: V van USA Morris: yuko herkansingen: vrij herkansingen 2: W van CHA Abakar: ippon herkansingen 3: W van NED Wurth: ippon herkansingen 4: V van KOR Kim: keikoku                          |
| Oleg Maltsev          | -86kg (m)  | 21e       | 1ste ronde: vrij 2de ronde: V van KOR Yang: shido |
| Dmitri Sergeyev       | -95kg (m)  | Brons     | 1ste ronde: vrij 2de ronde: W van LAT Voinovs: keikoku 3de ronde: V van HUN Kovács: yuko herkansingen: W van ANG Torres: ippon herkansingen 2: W van BRA Miguel: ippon herkansingen 3: W van JPN Kai: ippon bronzen finale: W van POL Nastula: waza-ari |
| David Khakhaleishvili | +95kg (m)  | Goud      | 1ste ronde: W van SEN Diouf: ippon 2de ronde: W van CUB Moreno: waza-ari kwartfinale: W van POL Kubacki: koka halve finale: W van HUN Csősz: waza-ari finale: W van JPN Ogawa: ippon                                                                    |
|                       |            |           | |
| Dina Maksutova        | -52kg (v)  | 9e        | 1ste ronde: W van BUL Vacheva: ippon 2de ronde: V van NED Gal: yuko herkansingen: vrij herkansingen 2: V van POR Saldanha: yuko |
| Inna Toropeyeva       | -56kg (v)  | 18e       | 1ste ronde: V van NED Marsman: yuko |
| Yelena Petrova        | -61kg (v)  | Brons     | 1ste ronde: V van GER Eickhoff: ippon herkansingen: W van NED Gal: ippon herkansingen 2: W van BEL Vandecaveye: waza-ari herkansingen 3: W van ESP Gómez: ippon bronzen finale: W van KOR Gu: ippon                                                     |
| Yelena Kotelnikova    | -66kg (v)  | 16e       | 1ste ronde: vrij 2de ronde: V van HUN Király: koka |
| Yelena Besova         | -72kg (v)  | 20e       | 1ste ronde: vrij 2de ronde: V van CUB Moreno: ippon |
| Svetlana Gundarenko   | +72kg (v)  | 7e        | 1ste ronde: W van EGY Hefny: ippon 2de ronde: W van NED van der Lee: waza-ari kwartfinale: V van FRA Lupino: ippon herkansingen: vrij herkansingen 2: W van PUR Santini: ippon herkansingen 3: V van POL Maksymow: koka                                 |

### Kanovaren
| Olympiër                                                           | Discipline    | Resultaat | Prestatie                                                                            |
| ------------------------------------------------------------------ | ------------- | --------- | ------------------------------------------------------------------------------------ |
| Michał Śliwiński                                                   | C-1 500m (m)  | Zilver    | serie 1: 1ste in 1.51,82 halve finale 2: 1ste in 1.52,28 finale: 2de in 1.51,40      |
| Aleksandr Kostoglod                                                | C-1 1000m (m) | 11e       | serie 2: 3de in 4.04,99 halve finale 2: 5de in 4.10,10 finale: 2de in 1.51,40        |
| Dmitri Dovgalenok Aleksandr Maseikov                               | C-2 500m (m)  | Zilver    | serie 1: 4de in 1.45,25 halve finale 1: 1ste in 1.40,74 finale: 1ste in 1.41,54      |
| Aleksandr Gramovich Aleski Igraev                                  | C-2 1000m (m) | 8e        | serie 2: 4de in 3.38,11 halve finale 2: 2de in 3.39,66 finale: 8ste in 3.53,90       |
| Sergey Kalesnik                                                    | K-1 500m (m)  | 5e        | serie 1: 1ste in 1.40,90 halve finale 1: 4de in 1.42,20 finale: 5de in 1.40,90       |
| Igor Nagayev                                                       | K-1 1000m (m) | 17e       | serie 3: 4de in 3.44,29 herkansingen: 2de in 3.34,15 halve finale 2: 8ste in 3.45,85 |
| Sergey Kaleshink Anatoli Tishchenko                                | K-2 500m (m)  | 9e        | serie 4: 1ste in 1.31,57 halve finale 1: 2de in 1.29,43 finale: 9de in 1.33,76       |
| Ivan Kireyev Anatoly Tyurin                                        | K-2 1000m (m) | 11e       | serie 4: 4de in 3.19,67 herkansingen: 2de in 3.17,04 halve finale 2: 6de in 3.21,62  |
| Vladimir Bobreshov Oleg Gorobiy Sergey Kirsanov Vyacheslav Kutuzin | K-4 1000m (m) | 11e       | serie 2: 2de in 2.57,67 halve finale 1: 7de in 2.59,35                               |
|                                                                    |               |           |                                                                                      |
| Irina Vaag                                                         | K-1 500m (v)  | 12e       | serie 3: 3de in 1.57,47 halve finale 1: 6de in 1.56,71                               |
| Irina Samoylova Galina Savenko                                     | K-2 500m (v)  | 12e       | serie 3: 4de in 1.46,06 halve finale 1: 8ste in 1.45,20                              |
| Irina Vaag Irina Samoylova Galina Savenko Olga Tishchenko          | K-4 500m (v)  | 9e        | serie 2: 5de in 1.38,25 halve finale 1: 2de in 1.38,56 finale: 9de in 1.44,84        |

### Moderne vijfkamp
| Olympiër                                           | Discipline      | Resultaat | Prestatie |
| -------------------------------------------------- | --------------- | --------- | --- |
| Anatoly Starostin                                  | individueel (m) | 4e        | schermen: 9de met 38 overwinningen zwemmen: 32ste in 3.24,7 schietsport: 9de met 190 punten atletiek: 31ste in 13.36,0 paardensport: 22ste met 1010 punten totaal: 5347 punten    |
| Dmitry Svatkovsky                                  | individueel (m) | 18e       | schermen: 28ste met 34 overwinningen zwemmen: 37ste in 3.26,2 schietsport: 45ste met 181 punten atletiek: 13de in 13.08,6 paardensport: 25ste met 1010 punten totaal: 5216 punten |
| Eduard Zenovka                                     | individueel (m) | Brons     | schermen: 18de met 36 overwinningen zwemmen: 7de in 3.16,6 schietsport: 1ste met 198 punten atletiek: 3de in 12.50,0 paardensport: 56ste met 736 punten totaal: 5361 punten       |
| Anatoly Starostin Dmitry Svatkovsky Eduard Zenovka | team (m)        | Zilver    | schermen: 6de met 2490 punten zwemmen: 4de met 3760 punten schietsport: 2de met 3345 punten atletiek: 2de met 3573 punten paardensport: 8ste met 2756 punten totaal: 15924 punten |

### Paardensport
| Olympiër                                                  | Discipline  | Resultaat | Prestatie |
| Dressuur                                                  | Dressuur    | Dressuur  | Dressuur |
| --------------------------------------------------------- | ----------- | --------- | --- |
| Olga Klimko                                               | individueel | 44e       | Grand Prix: 44ste met 1420 punten |
| Inna Zhurakovskaya                                        | individueel | 38e       | Grand Prix: 38ste met 1443 punten |
| Irina Zuykova                                             | individueel | 47e       | Grand Prix: 47ste met 1340 punten |
| Olga Klimko Inna Zhurakovskaya Irina Zuykova              | team        | 11e       | 4203 punten |
| Eventing                                                  |             |           | |
| Sandro Chikhladze                                         | individueel | DNF       | dressuur: 64ste met 72,60 strafpunten cross-country: 15de met 41,20 strafpunten                                                                       |
| Oleg Karpov                                               | individueel | DNF       | dressuur: 73ste met 81,20 strafpunten cross-country: niet gefinisht                                                                                   |
| Mikhail Rybak                                             | individueel | 62e       | dressuur: 58ste met 70,40 strafpunten cross-country: 70ste met 377,40 strafpunten springconcours: 48ste met 20 strafpunten totaal: 467,80 strafpunten |
| Vasiliu Tanas                                             | individueel | 51e       | dressuur: 72ste met 81,00 strafpunten cross-country: 57ste met 115,20 strafpunten springconcours: 9de met 5 strafpunten totaal: 201,20 strafpunten    |
| Sandro Chikhladze Oleg Karpov Mikhail Rybak Vasiliu Tanas | team        | DNF       | dressuur: 16de met 224,00 strafpunten cross-country: niet gefinisht                                                                                   |
| Springconcours                                            |             |           | |
| Anatoly Timoshenko                                        | individueel | 47e       | kwalificatie: 47ste 1ste ronde: 64ste met 24 punten 2de ronde: 56ste met 32 punten 3de ronde: 9de met 78 punten totaal: 134 punten                    |

### Roeien
| Olympiër | Discipline      | Resultaat | Prestatie |
| --- | --------------- | --------- | --- |
| Ihor Mohylniy | skiff (m)       | 17e       | serie 4: 3de in 7.15,69 herkansingen: 5de in 7.08,92 halve finale C/D: 1ste in 7.03,91 finale C: 5de in 7.14,34 |
| Leonid Shaposhnykov Oleksandr Slobodeniuk | dubbel-twee (m) | 12e       | serie 4: 4de in 6.37,97 herkansingen: 2de in 6.45,51 halve finale 1: 5de in 6.34,24 finale B: 6de in 6.36,74    |
| Nikolay Pimenov Yury Pimenov | twee-zonder (m) | 15e       | serie 4: 3de in 7.09,37 herkansingen: 3de in 6.51,57 finale C: 3de in 6.48,24                                   |
| Valery Belodedov Anatoly Korbut Dmitry Nos | twee-met (m)    | 11e       | serie 3: 4de in 7.22,61 herkansingen: 3de in 7.11,45 halve finale 2: 6de in 7.06,08 finale B: 5de in 7.13,10    |
| Valeriy Dosenko Mykola Chupryna Sergey Kinyakin Girts Vilks                                                                                                 | dubbel-vier (m) | 7e        | serie 1: 3de in 5.52,69 halve finale 1: 4de in 5.49,58 finale B: 1ste in 5.54,48                                |
| Roman Monchenko Viktor Pitirimov Vladimir Sokolov Vadim Yunash                                                                                              | vier-zonder (m) | 10e       | serie 3: 3de in 6.02,84 halve finale 1: 5de in 6.05,29 finale B: 4de in 6.10,62                                 |
| Igor Bortnitsky Veniamin But Gennadi Kryuçkin Pyotr Petrinich Vladimir Romanishin                                                                           | vier-met (m)    | 6e        | serie 3: 2de in 6.25,63 herkansingen: 1ste in 6.16,26 finale: 6de in 6.12,13                                    |
| Aleksandr Anikeyev Alexandru Britov Stepan Dmitriyevsky Yevgeny Kislyakov Sergey Korotkikh Vitaliy Raievskiy Igor Shkaberin Oleg Sveshnikov Vasily Tikhonov | acht (m)        | 6e        | serie 3: 3de in 5.38,59 halve finale 2: 6de in 5.48,41 finale B: 4de in 5.43,52                                 |
| |                 |           | |
| Inna Frolova Sariya Zakyrova | dubbel-twee (v) | 6e        | serie 3: 2de in 7.34,73 halve finale 1: 3de in 7.04,78 finale: 6de in 7.09,45                                   |
| Hanna Motrechko Olena Ronzhyna-Morozova | twee-zonder (v) | 8e        | serie 1: 3de in 7.53,89 halve finale 1: 5de in 7.34,42 finale B: 2de in 7.25,15                                 |
| Ekaterina Khodotovich Yelena Khloptseva Tetiana Ustiuzhanina Antonina Zelikovich                                                                            | dubbel-vier (v) | Brons     | serie 2: 1ste in 6.30,17 finale: 3de in 6.25,07                                                                 |
| Svitlana Fil Irina Gribko Nataliya Grigoryeva Yekaterina Kotko Yelena Medvedev Nataliya Stasyuk Sarmīte Stone Marina Suprun Marina Znak                     | acht (v)        | 4e        | serie 1: 2de in 6.15,04 herkansingen: 4de in 6.14,97 finale: 4de in 6.09,68                                     |

### Schermen
| Olympiër                                                                                | Discipline      | Resultaat | Prestatie |
| --------------------------------------------------------------------------------------- | --------------- | --------- | --- |
| Pavel Kolobkov                                                                          | degen (m)       | Zilver    | 1ste ronde groep 10: 1ste W van POR Frazão: 5-4 W van SWE Lundblad: 5-3 W van GER Schmitt: 5-5 W van EST Zuikov: 5-3 W van ARG di Tella: 5-0 V van SIN Wong: 2-5 2de ronde: W van ESP Pereira: 5-1, 5-6, 5-1 3de ronde: W van POL Nawrocki: 4-6, 5-2, 5-2 4de ronde: W van TCH Douba: 5-2, 6-5 5de ronde: W van GER Felisiak: 5-2, 5-3 kwartfinale: W van ITA Mazzoni: 0-5, 5-0, 5-2 halve finale: W van FRA Henry: 5-3, 2-5, 6-5 finale: V van FRA Srecki: 5-6, 2-5                                                                                        |
| Sergey Kravchuk                                                                         | degen (m)       | 12e       | 1ste ronde groep 2: 2de V van FRA Srecki: 5-5 W van TCH Douba: 5-4 W van GBR Paul: 5-1 W van USA O'Loughlin: 5-4 W van INA Zakaria: 5-4 V van BRA Lazzarini: 2-5 2de ronde: W van EST Zuikov: 6-5, 6-4 3de ronde: V van HUN Kovács: 0-5, 3-5 herkansingen: W van ITA Cuomo: 5-2, 5-3 herkansingen 2: W van FRA Lenglet: 5-3, 5-6, 6-4 herkansingen 3: W van ITA Randazzo: 5-2, 5-6, 5-1 herkansingen 4: V van COL Rivas: 2-5, 4-6 |
| Andrey Shuvalov                                                                         | degen (m)       | 11e       | 1ste ronde groep 3: 2de V van SWE Vánky: 4-5 W van POL Ciszewski: 5-2 V van ESP Maroto: 2-5 W van KUW Al-Hamar: 5-1 W van ROU Milan: 5-3 W van BRA Finardi: 5-2 2de ronde: W van JPN Tanabe: 5-0, 6-4 3de ronde: W van ITA Randazzo: 6-5, 5-1 4de ronde: V van GER Borrmann: 5-6, 5-6 herkansingen 2: W van CAN Nowosielski: 5-1, 5-1 herkansingen 3: W van TCH Depta: 5-1, 5-2 herkansingen 4: V van FRA Srecki: 3-5, 2-5 |
| Pavel Kolobkov Sergey Kostarev Serhiy Kravchuk Andrey Shuvalov Valery Zakharevich       | degen team (m)  | Brons     | 1ste ronde groep 2: 1ste W van Spanje: 9-4 W van Tsjecho-Slowakije: 9-5 kwartfinale: W van Zweden: 9-1 halve finale: V van Duitsland: 7-8 bronzen finale: W van Frankrijk: 8-8 |
| Vyacheslav Grigoryev                                                                    | floret (m)      | 20e       | 1ste ronde groep 1: 3de V van CHN Ye: 1-5 V van GER Weidner: 1-5 W van USA Marx: 5-3 W van KOR Kim: 5-1 W van PHI Torres: 5-4 W van SIN Tan: 5-1 2de ronde: W van CHN Wang: 5-2, 5-1 3de ronde: W van GBR Davis: 5-1, 5-1 4de ronde: V van FRA Omnès: 2-5, 5-2, 2-5 herkansingen: vrij herkansingen 2: V van CHN Ye: 0-5, 5-3, 0-5 |
| Serhiy Holubytskyi                                                                      | floret (m)      | Zilver    | 1ste ronde groep 5: 1ste W van FRA Groc: 5-2 W van KOR Yu: 5-1 W van SWE Kajbjer: 5-2 W van GBR Gosbee: 5-1 V van ARG González: 4-5 2de ronde: vrij 3de ronde: W van KOR Yu: 5-2, 4-6, 0-5 4de ronde: V van POL Sypniewski: 3-5, 5-2, 3-5 herkansingen: vrij herkansingen 2: W van CUB García: 6-5, 5-0 herkansingen 3: W van POL Kiełpikowski: 5-3, 5-2 herkansingen 4: W van SWE Kajbjer: 5-1, 6-5 kwartfinale: W van CUB Betancourt: 5-2, 5-0 halve finale: W van CUB Gregory: 3-5, 5-2, 5-1 finale: V van FRA Omnès: 5-6, 5-3, 2-5                      |
| Dmitry Shevchenko                                                                       | floret (m)      | 13e       | 1ste ronde groep 2: 1ste W van POL Sypniewski: 5-3 W van HUN Kiss: 5-0 W van CHN Wang: 5-4 W van USA Longenbach: 5-1 W van KOR Kim: 5-1 W van POR Guimarães: 5-2 2de ronde: vrij 3de ronde: W van CHN Wang: 5-3, 5-1 4de ronde: V van ITA Numa: 2-5, 5-1, 0-5 herkansingen: vrij herkansingen 2: W van GBR Gosbee: 5-0, 5-6, 5-2 herkansingen 3: V van AUT Richter: 4-6, 5-6 |
| Vyacheslav Grigoryev Serhiy Holubytskyi Anvar Ibragimov Ilgar Mamedov Dmitry Shevchenko | floret team (m) | 5e        | 1ste ronde groep 3: 1ste W van Frankrijk: 8-6 W van Spanje: 9-0 kwartfinale: V van Polen: 8-8 5-8ste plek: W van Zuid-Korea: 9-3 5-6de plek: W van Italië: 9-5 |
| Grigory Kiriyenko                                                                       | sabel (m)       | 10e       | 1ste ronde groep 6: 3de V van HUN Nébald: 0-5 W van ITA Marin: 5-4 W van CHN Zheng: 5-4 W van RSA Torrente: 5-2 W van JPN Hashimoto: 5-1 V van ESP Peinador: 4-5 2de ronde: vrij 3de ronde: W van POL Olech: 4-6, 5-2, 6-4 4de ronde: W van GER Kempenich: 5-3, 1-5, 5-1 5de ronde: V van FRA Lamour: 2-5, 6-5, 3-5 herkansingen: vrij herkansingen 2: vrij herkansingen 3: vrij herkansingen 4: V van POL Kościelniakowski: 5-3, 5-6, 2-5 |
| Georgy Pogosov                                                                          | sabel (m)       | 20e       | 1ste ronde groep 7: 4de V van FRA Ducheix: 2-5 V van GRE Babanasis: 3-5 W van ITA Scalzo: 5-4 W van CAN Plourde: 5-3 W van RSA van Garderen: 5-1 V van USA Lofton: 4-5 2de ronde: vrij 3de ronde: V van ITA Meglio: 1-5, 1-5 herkansingen: W van ROU Szabo: 5-3, 6-5 herkansingen 2: V van ITA Marin: 0-5, 5-2, 4-5 |
| Aleksandr Shirshov                                                                      | sabel (m)       | 13e       | 1ste ronde groep 4: 1ste W van POR Silva: 5-2 W van ESP García: 5-2 V van HUN Köves: 4-5 W van GBR Fletcher: 5-1 W van USA Cottingham: 5-0 2de ronde: vrij 3de ronde: W van ROU Grigore: 6-5, 5-2 4de ronde: V van HUN Köves: 4-6, 2-5 herkansingen: vrij herkansingen 2: W van USA Cottingham: 2-5, 5-1, 5-3 herkansingen 3: V van FRA Daurelle: 4-6, 6-5, 4-6 |
| Vadym Gutzeit Grigory Kiriyenko Heorhiy Pohosov Stanislav Pozdnyakov Aleksandr Shirshov | sabel team (m)  | Goud      | 1ste ronde groep 3: 1ste W van Hongarije: 9-6 W van Canada: 9-4 kwartfinale: W van Polen: 9-2 halve finale: W van Roemenië: 9-6 finale: W van Hongarije: 9-5 |
|                                                                                         |                 |           | |
| Yelena Glikina                                                                          | floret (v)      | 25e       | 1ste ronde groep 3: 1ste V van POL Wolnicka-Szewczyki: 4-5 W van ROU Grigorescu: 5-2 W van KOR Kim: 5-3 W van USA Sullivan: 5-1 W van GER Bau: 5-3 2de ronde: vrij 3de ronde: V van FRA Modaine: 4-6, 5-2 herkansingen: V van ISR Czuckermann-Hatuel: 5-6, 5-1, 3-5 |
| Tatyana Sadovskaya                                                                      | floret (v)      | Brons     | 1ste ronde groep 2: 4de V van FRA Spennato: 2-5 V van ITA Bortolozzi: 2-5 W van RSA Nasson: 5-0 V van KOR Sin: 4-5 W van ARG Chiuchich: 5-2 W van IOA Savić: 5-2 2de ronde: vrij 3de ronde: V van POL Wolnicka: 6-4, 2-5, 3-5 herkansingen: W van HUN Mincza: 2-5, 5-2, 6-4 herkansingen 2: W van KOR Sin: 5-3, 5-2 herkansingen 3: W van CHN Xiao: 6-5, 6-5 herkansingen 4: W van EUN Velichko: 4-6, 5-2, 5-2 kwartfinale: W van ROU Szabo: 0-5, 5-2, 5-2 halve finale: V van ITA Trillini: 2-5, 5-3, 3-5 bronzen finale: W van FRA Modaine: 5-1, 1-5, 5-3 |
| Olga Velichko                                                                           | floret (v)      | 10e       | 1ste ronde groep 4: 1ste W van CHN Wang: 5-2 W van ESP Esquerdo: 5-0 W van USA O'Neill: 5-0 W van GBR Strachan: 5-0 V van GER Funkenhauser: 3-5 2de ronde: vrij 3de ronde: W van IOA Savić: 5-3, 3-5, 5-1 4de ronde: W van CHN Xiao: 5-3, 1-5, 5-1 5de ronde: V van ITA Zalaffi: 3-5, 3-5 herkansingen: vrij herkansingen 2: vrij herkansingen 3: vrij herkansingen 4: V van EUN Sadovskaya: 6-4, 2-5, 2-5 |
| Yelena Glikina Yelena Grishina Tatyana Sadovskaya Olga Velichko Olga Voshchakina        | floret team (v) | 4e        | 1ste ronde groep 2: 1ste W van Hongarije: 9-4 W van Groot-Brittannië: 9-1 kwartfinale: W van Polen: 9-7 halve finale: V van Duitsland: 4-9 bronzen finale: V van Roemenië: 8-8 |

### Schietsport
| Olympiër              | Discipline                 | Resultaat | Prestatie                                                                                              |
| --------------------- | -------------------------- | --------- | --- |
| Yury Fedkin           | 10m luchtgeweer (m)        | Goud      | kwalificatie: 1ste met 593 punten (99-100-99-100-98-97) finale: 1ste met 695,3 punten (OR)             |
| Aleksandr Zlydenny    | 10m luchtgeweer (m)        | 10e       | kwalificatie: 10de met 589 punten (98-98-97-99-97-100)                                                 |
| Kirill Ivanov         | 50m geweer 3 houdingen (m) | 31e       | kwalificatie: 31ste met 1150 punten (396-382-372)                                                      |
| Hrachya Petikyan      | 50m geweer 3 houdingen (m) | Goud      | kwalificatie: 4de met 1169 punten (399-387-383) finale: 1ste met 1267,4 punten (OR)                    |
| Kirill Ivanov         | 50m geweer liggend (m)     | 24e       | kwalificatie: 24ste met 593 punten (99-100-100-97-99-98)                                               |
| Hrachya Petikyan      | 50m geweer liggend (m)     | 8e        | kwalificatie: 7de met 597 punten (100-100-99-99-99-100) finale: 8ste met 699,2 punten                  |
| Kanstantsin Lukaschyk | 50m pistool (m)            | Goud      | kwalificatie: 1ste met 567 punten (93-96-91-93-99-95) finale: 1ste met 658 punten                      |
| Sergey Pyzhyanov      | 50m pistool (m)            | 16e       | kwalificatie: 16de met 556 punten (91-91-92-95-96-91)                                                  |
| Myroslav Ihnatiuk     | 25m snelvuurpistool (m)    | 6e        | kwalificatie: 8ste met 586 punten (292-294) halve finale: 6de met 779 punten                           |
| Vladimir Vokhmyanin   | 25m snelvuurpistool (m)    | Brons     | kwalificatie: 4de met 590 punten (295-295) halve finale: 2de met 786 punten finale: 3de met 882 punten |
| Boris Kokorev         | 10m luchtpistool (m)       | 22e       | kwalificatie: 22ste met 575 punten (96-97-96-97-95-94)                                                 |
| Sergey Pyzhyanov      | 10m luchtpistool (m)       | Zilver    | kwalificatie: 3de met 584 punten (96-99-96-96-98-99) finale: 2de met 684,1 punten                      |
| Anatoly Asrabayev     | 10m bewegend doel (m)      | Zilver    | kwalificatie: 2de met 579 punten (295-284) finale: 2de met 672 punten                                  |
| Andrei Vasilieu       | 10m bewegend doel (m)      | 4e        | kwalificatie: 4de met 576 punten (293-283) finale: 4de met 667 punten                                  |
|                       |                            |           | |
| Valentina Cherkasova  | 10m luchtgeweer (v)        | 5e        | kwalificatie: 3de met 394 punten (98-100-98-98) finale: 5de met 494,6 punten                           |
| Anna Malukhina        | 10m luchtgeweer (v)        | 11e       | kwalificatie: 11de met 391 punten (98-96-98-99)                                                        |
| Anna Malukhina        | 50m geweer 3 houdingen (m) | 21e       | kwalificatie: 21ste met 573 punten (197-188-188)                                                       |
| Iryna Shylava         | 50m geweer 3 houdingen (m) | 19e       | kwalificatie: 19de met 575 punten (198-190-187)                                                        |
| Marina Logvinenko     | 25m pistool (v)            | Goud      | kwalificatie: 1ste met 587 punten (294-293) finale: 1ste met 684 punten                                |
| Nino Salukvadze       | 25m pistool (v)            | 5e        | kwalificatie: 4de met 583 punten (292-291) finale: 5de met 676 punten                                  |
| Marina Logvinenko     | 10m luchtpistool (v)       | Goud      | kwalificatie: 2de met 387 punten (96-99-95-97) finale: 1ste met 486,4 punten (OR)                      |
| Nino Salukvadze       | 10m luchtpistool (v)       | 10e       | kwalificatie: 10de met 380 punten (96-94-94-96)                                                        |
|                       |                            |           | |
| Aleksandr Cherkasov   | skeet                      | 11e       | kwalificatie: 5de met 148 punten (24-25-24-25-25-25) halve finale: 11de met 197 punten                 |
| Andrei Inešin         | skeet                      | 25e       | kwalificatie: 25ste met 145 punten (24-25-25-24-23-24)                                                 |
| Valeri Timoxin        | skeet                      | 25e       | kwalificatie: 25ste met 145 punten (24-23-25-25-25-23)                                                 |
| Aleksandr Asanov      | trap                       | 21e       | kwalificatie: 22ste met 143 punten (24-24-24-24-23-24) halve finale: 21ste met 188 punten              |
| Ivan Derevsky         | trap                       | 33e       | kwalificatie: 33ste met 139 punten (23-23-22-23-25-23)                                                 |
| Aleksandr Lavrinenko  | trap                       | 16e       | kwalificatie: 16de met 144 punten (23-23-25-24-25-24) halve finale: 16de met 191 punten                |

### Schoonspringen
| Olympiër          | Discipline    | Resultaat | Prestatie                                                       |
| ----------------- | ------------- | --------- | --------------------------------------------------------------- |
| Dmitry Sautin     | 3m plank (m)  | Brons     | voorronde: 6de met 384,42 punten finale: 3de met 627,78 punten  |
| Valery Statsenko  | 3m plank (m)  | 8e        | voorronde: 4de met 388,26 punten finale: 8ste met 577,92 punten |
| Giorgi Chogovadze | 10m toren(m)  | 16e       | voorronde: 16de met 361,47 punten                               |
| Dmitry Sautin     | 10m toren(m)  | 6e        | voorronde: 9de met 389,28 punten finale: 6de met 565,95 punten  |
|                   |               |           |                                                                 |
| Vera Ilyina       | 3m plank (v)  | 6e        | voorronde: 6de met 290,46 punten finale: 6de met 470,67 punten  |
| Irina Lasjko      | 3m plank (v)  | Zilver    | voorronde: 1ste met 334,89 punten finale: 2de met 514,14 punten |
| Inha Afonina      | 10m toren (v) | 5e        | voorronde: 7de met 293,94 punten finale: 5de met 398,43 punten  |
| Yelena Miroshina  | 10m toren (v) | Zilver    | voorronde: 3de met 310,32 punten finale: 2de met 411,63 punten  |

### Synchroonzwemmen
| Olympiër                   | Discipline | Resultaat | Prestatie |
| -------------------------- | ---------- | --------- | --- |
| Yelena Dolzhenko           | solo       | 28e       | technische figuren: 11de met 87,590 punten                                                                    |
| Anna Kozlova               | solo       | 29e       | technische figuren: 14de met 86,540 punten                                                                    |
| Olga Sedakova              | solo       | 4e        | technische figuren: 9de met 88,346 punten kwalificatie: 4de met 184,866 punten finale: 4de met 185,106 punten |
| Anna Kozlova Olga Sedakova | duet       | 4e        | kwalificatie: 4de met 183,203 punten finale: 4de met 184,083 punten                                           |

### Tafeltennis
| Olympiër                       | Discipline     | Resultaat | Prestatie |
| ------------------------------ | -------------- | --------- | --- |
| Andrey Mazunov                 | enkelspel (m)  | 17e       | groep E: 2de W van CAN Ng: 2-0 V van GER Roßkopf: 0-2 W van JAM Hyatt: 2-0                                                                                      |
| Dmitry Mazunov                 | enkelspel (m)  | 33e       | groep F: 3de V van BRA Hoyama: 0-2 V van BEL Saive: 1-2 W van IRI Al-Idokh: 2-0                                                                                 |
| Andrey Mazunov Dmitry Mazunov  | dubbelspel (m) | 5e        | groep F: 1ste W van PRK Kim/Kim: 2-1 W van ESP Casares/María Pales: 2-0 W van USA Butler/O'Neill: 2-0 kwartfinale: V van KOR Kim/Yoo: 0-3 (15-21, 24-26, 15-21) |
|                                |                |           | |
| Galina Melnik                  | enkelspel (v)  | 33e       | groep D: 3de V van PRK Li: 0-2 V van GBR Gordon: 0-2 |
| Valentina Popova               | enkelspel (v)  | 17e       | groep L: 2de W van EGY Meshref: 2-0 V van JPN Hoshino: 0-2 W van CUB Rodriguez: 2-0                                                                             |
| Yelena Timina                  | enkelspel (v)  | 17e       | groep P: 2de V van JPN Yamashita-Kaizu: 1-2 W van PER González: 2-0 W van NGR Odumuso: 2-0                                                                      |
| Irina Palina Yelena Timina     | dubbelspel (v) | 5e        | groep G: 1ste W van NGR Kaffo/Odumosu: 2-0 W van PRK Wi/Kim: 2-1 W van ESP Gauchia/Godes: 2-0 kwartfinale: V van KOR Hong/Hyun: 0-3 (12-21, 15-21, 11-21)       |
| Galina Melnik Valentina Popova | dubbelspel (v) | 17e       | groep C: 3de V van KOR Hong/Hyun: 0-2 V van GBR Lomas/Holt: 0-2                                                                                                 |

### Tennis
| Olympiër                     | Discipline     | Resultaat | Prestatie |
| ---------------------------- | -------------- | --------- | --- |
| Andrei Cherkasov             | enkelspel (m)  | Brons     | 1ste ronde: W van BAH Smith: 6-1, 6-0, 3-6, 6-1 2de ronde: W van CRO Prpić: 6-4, 6-7, 6-4, 6-3 3de ronde: W van USA Sampras: 6-7, 1-6, 7-5, 6-0, 6-3 kwartfinale: W van BRA Oncins: 6-1, 6-4, 6-7, 4-6, 6-2 halve finale: V van ESP Arrese: 4-6, 6-7, 6-3, 3-6 |
| Dmitry Mazunov               | enkelspel (m)  | 17e       | 1ste ronde: W van SWE Edberg: 6-0, 6-4, 6-4 2de ronde: V van ITA Furlan: 6-7, 4-6, 4-6 |
|                              |                |           | |
| Eugenia Maniokova            | enkelspel (v)  | 9e        | 1ste ronde: W van AUT Schwarz: 6-1, 7-6 2de ronde: W van BUL Maleeva: 7-6, 4-6, 6-0 3de ronde: V van BEL Appelmans: 1-6, 3-6 |
| Leila Meskhi                 | enkelspel (v)  | 33e       | 1ste ronde: V van FRA Fierce: 6-7, 5-7 |
| Natasha Zvereva              | enkelspel (v)  | 9e        | 1ste ronde: W van TCH Novotná: 6-1, 6-0 2de ronde: W van GBR Smith: 6-1, 6-2 3de ronde: V van USA Fernández: 6-7, 1-6 |
| Leila Meskhi Natasha Zvereva | dubbelspel (v) | Brons     | 1ste ronde: W van BUL Maleeva/Maleeva: walk-over 2de ronde: W van AUT Schwarz/Wiesner: 6-1, 6-1 kwartfinale: W van ARG Paz/Tarabini: 6-2, 6-3 halve finale: V van USA Fernández/MJ Fernández: 4-6, 5-7                                                         |

### Volleybal

#### Mannen
| Olympiër | Discipline | Resultaat | Prestatie |
| --- | ---------- | --------- | --- |
| Yury Cherednik Sergey Gorbunov Yuriy Korov'ianskiy Yevgeny Krasilnikov Andrey Kuznetsov Dmitry Fomin Ruslan Olikhver Igor Runov Oleksandr Shadchyn Oleg Shatunov Pavel Shishkin Konstantin Ushakov | mannen     | 7e        | groep B: 3de W van Algerije: 3-0 (15-8, 15-7, 15-4) V van Brazilië: 1-3 (6-15, 7-15, 15-9, 14-16) V van Cuba: 1-3 (15-8, 10-15, 12-15, 5-15) W van Zuid-Korea: 3-0 (15-9, 15-6, 15-11) W van Nederland: 3-1 (8-15, 15-9, 17-16, 15-12) kwartfinale: V van Verenigde Staten: 1-3 (15-12, 10-15, 4-15, 11-15) 5-8ste plek: V van Japan: 2-3 (8-15, 15-9, 13-15, 15-12, 16-17) 7-8ste plek: W van Spanje: 3-2 (16-14, 12-15, 15-8, 5-15, 15-12) |

| Groep B |                  |             |             |             |             |             |             |        |        |        |        |
| #       | Land             | Wedstrijden | Wedstrijden | Wedstrijden | Wedstrijden | Wedstrijden | Wedstrijden | Punten | Punten | Punten | Punten |
| #       | Land             | G           | W           | V           | SW          | SV          | SR          | SPW    | SPL    | Saldo  | Punten |
| 1       | Brazilië         | 5           | 5           | 0           | 15          | 2           | +13         | 248    | 165    | +83    | 10     |
| 2       | Cuba             | 5           | 4           | 1           | 13          | 5           | +8          | 231    | 180    | +51    | 9      |
| 3       | Gezamenlijk team | 5           | 3           | 2           | 11          | 7           | +4          | 229    | 205    | +24    | 8      |
| 4       | Nederland        | 5           | 2           | 3           | 8           | 9           | -1          | 218    | 181    | +37    | 7      |
| 5       | Zuid-Korea       | 5           | 1           | 4           | 3           | 12          | -9          | 142    | 212    | -70    | 6      |
| 6       | Algerije         | 5           | 0           | 5           | 0           | 15          | -15         | 100    | 225    | -125   | 5      |

| Ronde       | Datum     | Plaats           | Land | Score            | Land |
| ----------- | --------- | ---------------- | ---- | ---------------- | ---- |
| Groepsfase  |           |                  |      |                  |      |
| 26 juli     | Barcelona | Gezamenlijk team | 3-0  | Algerije         |      |
| 28 juli     | Barcelona | Brazilië         | 3-1  | Gezamenlijk team |      |
| 30 juli     | Barcelona | Cuba             | 3-1  | Gezamenlijk team |      |
| 1 augustus  | Barcelona | Gezamenlijk team | 3-0  | Zuid-Korea       |      |
| 3 augustus  | Barcelona | Gezamenlijk team | 3-1  | Nederland        |      |
| Kwartfinale |           |                  |      |                  |      |
| 5 augustus  | Barcelona | Verenigde Staten | 3-1  | Gezamenlijk team |      |
| 5-8ste plek |           |                  |      |                  |      |
| 6 augustus  | Barcelona | Gezamenlijk team | 2-3  | Japan            |      |
| 7-8ste plek |           |                  |      |                  |      |
| 7 augustus  | Barcelona | Verenigde Staten | 2-3  | Gezamenlijk team |      |

#### Vrouwen
| Olympiër | Discipline | Resultaat | Prestatie |
| --- | ---------- | --------- | --- |
| Yevgeniya Artamonova Yelena Batukhtina Yelena Chebukina Svetlana Korytova Natalya Morozova Marina Pankova Valentina Ogiyenko Irina Smirnova | vrouwen    | Zilver    | groep A: 1ste W van Spanje: 3-0 (15-3, 15-0, 15-3) V van Verenigde Staten: 2-3 (15-9, 15-17, 12-15, 15-4, 11-15) W van Japan: 3-0 (15-13, 15-11, 15-11) halve finale: W van Brazilië: 3-1 (15-10, 13-15, 15-5, 15-5) finale: V van Cuba: 1-3 (14-16, 15-12, 12-15, 13-15) |

| Groep A |                  |             |             |             |             |             |             |        |        |        |        |
| #       | Land             | Wedstrijden | Wedstrijden | Wedstrijden | Wedstrijden | Wedstrijden | Wedstrijden | Punten | Punten | Punten | Punten |
| #       | Land             | G           | W           | V           | SW          | SV          | SR          | SPW    | SPL    | Saldo  | Punten |
| 1       | Gezamenlijk team | 3           | 2           | 1           | 8           | 3           | + 5         | 158    | 101    | +57    | 5      |
| 2       | Verenigde Staten | 3           | 2           | 1           | 8           | 5           | +3          | 171    | 153    | +18    | 5      |
| 3       | Japan            | 3           | 2           | 1           | 6           | 5           | +1          | 146    | 127    | +29    | 5      |
| 4       | Spanje           | 3           | 0           | 3           | 0           | 9           | −9          | 41     | 135    | -94    | 3      |

| Ronde        | Datum     | Plaats           | Land | Score            | Land |
| ------------ | --------- | ---------------- | ---- | ---------------- | ---- |
| Groepsfase   |           |                  |      |                  |      |
| 29 juli      | Barcelona | Gezamenlijk team | 3-0  | Spanje           |      |
| 31 juli      | Barcelona | Verenigde Staten | 3-2  | Gezamenlijk team |      |
| 2 augustus   | Barcelona | Gezamenlijk team | 3-0  | Japan            |      |
| Halve finale |           |                  |      |                  |      |
| 6 augustus   | Barcelona | Gezamenlijk team | 3-1  | Brazilië         |      |
| Finale       |           |                  |      |                  |      |
| 8 augustus   | Barcelona | Gezamenlijk team | 1-3  | Cuba             |      |

### Waterpolo
| Olympiër | Discipline | Resultaat | Prestatie |
| --- | ---------- | --------- | --- |
| Dmitry Apanasenko Andrey Belofastov Dmitry Gorshkov Vladimir Karabutov Aleksandr Kolotov Andrei Kovalenko Nikolay Kozlov Serghei Marcoci Sergey Naumov Aleksandr Ogorodnikov Yevgeny Sharonov Alexander Tchigir Aleksey Vdovin | mannen     | Brons     | groep A: 1ste W van Tsjecho-Slowakije: 10-6 W van Duitsland: 11-7 W van Australië: 12-9 W van Verenigde Staten: 8-5 W van Frankrijk: 9-5 halve finale: V van Italië: 8-9 bronzen finale: W van Verenigde Staten: 8-4 |

| Groep A |                  |             |             |             |             |        |        |        |        |
| #       | Land             | Wedstrijden | Wedstrijden | Wedstrijden | Wedstrijden | Punten | Punten | Punten | Punten |
| #       | Land             | G           | W           | G           | V           | V      | T      | Saldo  | Punten |
| 1       | Gezamenlijk team | 5           | 5           | 0           | 0           | 50     | 32     | +18    | 10     |
| 2       | Verenigde Staten | 5           | 4           | 0           | 1           | 40     | 24     | +16    | 8      |
| 3       | Australië        | 5           | 2           | 1           | 2           | 44     | 41     | +3     | 5      |
| 4       | Duitsland        | 5           | 2           | 0           | 3           | 38     | 41     | -3     | 4      |
| 5       | Frankrijk        | 5           | 1           | 1           | 3           | 38     | 42     | -4     | 3      |
| 6       | Tsjechië         | 5           | 0           | 0           | 5           | 33     | 63     | -30    | 0      |

| Ronde          | Datum     | Plaats            | Land | Score            | Land |
| -------------- | --------- | ----------------- | ---- | ---------------- | ---- |
| Groepsfase     |           |                   |      |                  |      |
| 1 augustus     | Barcelona | Tsjecho-Slowakije | 6-10 | Gezamenlijk team |      |
| 2 augustus     | Barcelona | Duitsland         | 7-11 | Gezamenlijk team |      |
| 3 augustus     | Barcelona | Australië         | 9-12 | Gezamenlijk team |      |
| 5 augustus     | Barcelona | Verenigde Staten  | 5-8  | Gezamenlijk team |      |
| 6 augustus     | Barcelona | Frankrijk         | 5-9  | Gezamenlijk team |      |
| Halve finale   |           |                   |      |                  |      |
| 8 augustus     | Barcelona | Italië            | 9-8  | Gezamenlijk team |      |
| Bronzen finale |           |                   |      |                  |      |
| 9 augustus     | Barcelona | Verenigde Staten  | 4-8  | Gezamenlijk team |      |

### Wielersport
| Olympiër                                                                            | Discipline                    | Resultaat | Prestatie |
| Baan                                                                                | Baan                          | Baan      | Baan |
| ----------------------------------------------------------------------------------- | ----------------------------- | --------- | --- |
| Nikolai Kovsh                                                                       | sprint (m)                    | 7e        | kwalificatie: 14de met 11,030 1ste ronde: 2de herkansingen: W van JPN Ota: 12,000 herkansingen 2: W van TCH Jeřábek: 11,971 2de ronde: 2de herkansingen: W van BEL Schoefs: 11,577 kwartfinale: V van CAN Harnett: 0-2 5-8ste plek: 3de |
| Aleksandr Kirichenko                                                                | tijdrit (m)                   | 12e       | 1.06,137 |
| Vasyl Yakovlev                                                                      | puntenkoers (m)               | DNF       | serie 1: 5de met 23 punten finale: niet gefinisht |
| Oleksandr Honchenkov                                                                | individuele achtervolging (m) | 11e       | kwalificatie: 7de met 4.35,057 1ste ronde: V van GER Lehmann |
| Valery Batura Oleksandr Honchenkov Nikolay Kuznetsov Dmitry Nelyubin Roman Saprykin | ploegenachtervolging (m)      | 6e        | kwalificatie: 6de met 4.19,343 1ste ronde: V van Italië: 4.16,685 |
|                                                                                     |                               |           | |
| Galina Yenyukhina                                                                   | sprint (v)                    | 5e        | kwalificatie: 4de met 11,699 1ste ronde: 2de herkansingen: W van LTU Razmaitė: 13,069 kwartfinale: V van EST Salumäe: 1-2 5-8ste plek: 1ste in 12,575                                                                                   |
| Svetlana Samokhvalova                                                               | individuele achtervolging (v) | 6e        | kwalificatie: 4de met 4.43,326 1ste ronde: V van DEN Malmnerg: 3.47,444 |
| Weg                                                                                 |                               |           | |
| Aleksey Bochkov                                                                     | wegwedstrijd (m)              | 66e       | 4:35.56 |
| Petro Koshelenko                                                                    | wegwedstrijd (m)              | 47e       | 4:35.56 |
| Svyatoslav Ryabushenko                                                              | wegwedstrijd (m)              | 33e       | 4:35.56 |
| Igor Dzyuba Oleh Halkin Igor Pastukhovich Igor Patenko                              | ploegentijdrit (m)            | 4e        | 2:05.34 |
|                                                                                     |                               |           | |
| Nataliya Kyshchuk                                                                   | wegwedstrijd (v)              | 4e        | 2:05.03 |
| Svetlana Samokhvalova                                                               | wegwedstrijd (v)              | DNF       | niet gefinisht |
| Zinaida Stahurskaya                                                                 | wegwedstrijd (v)              | 16e       | 2:05.03 |

### Worstelen
| Olympiër              | Discipline  | Resultaat   | Prestatie |
| Vrije stijl           | Vrije stijl | Vrije stijl | Vrije stijl |
| --------------------- | ----------- | ----------- | --- |
| Vugar Orudzhev        | -48kg (m)   | Brons       | groep B: 2de V van PRK Il: 1-3 W van SWE Besarati: 3-1 W van POL Szostecki: 4-0 W van CUB Martínez: 3-1 W van GER Heugabel: 3-0 bronzen finale: W van ROU Rașovan: 3-1               |
| Vladimir Toguzov      | -52kg (m)   | 13e         | groep A: 7de V van BUL Yordanov: 1-3 V van NZL Stannett: 0-3 |
| Sergey Smal           | -57kg (m)   | Zilver      | groep A: 1ste W van MGL Tsogtbayar: 3-1 W van PRK Kim: 3-1 W van HUN Nagy: 3,5-0 W van BUL Pavlov: 3-1 W van GER Scheibe: 3-0 finale: V van CUB Puerto: 0-3                          |
| Magomed Azizov        | -62kg (m)   | 5e          | groep A: 3de W van CUB Reinoso: 3-1 W van ITA Schillaci: 3-1 W van TUR Faikoğlu: 3-1 V van USA Smith: 0-4 W van KOR Shin: 3-1 5-6de plek: W van AUS Ilhan: 3-1                       |
| Arsen Fadzaev         | -68kg (m)   | Goud        | groep A: 1ste W van SUI Küng: 4-0 W van USA Saunders: 3-1 W van TUR Özbaş: 3-0 W van JPN Akaishi: 3-1 finale: W van BUL Getsov: 3,5-0,5                                              |
| Magomedsalam Gadzhiev | -74kg (m)   | 4e          | groep B: 2de W van TUR Yiğit: 3-1 W van POL Walencik: 3-1 W van BUL Zhelev: 3-1 V van USA Monday: 0-3 bronzen finale: V van IRI Reza Khadem: 0-3                                     |
| Elmadi Zhabrailov     | -82kg (m)   | Zilver      | groep A: 1ste W van JPN Ito: 3-0 W van GER Gstöttner: 3-1 W van TCH Lohyňa: 3-1 W van HUN Dvorák: 3-0 finale: V van USA Jackson: 0-3                                                 |
| Makharbek Khadartsev  | -90kg (m)   | Goud        | groep A: 1ste W van USA Campbell: 3-0 W van CAN Edgelow: 3-0 W van CUB Limonta: 3-1 W van GER Schneider: 3-1 finale: W van TUR Şimşek: 3-0                                           |
| Leri Khabelov         | -100kg (m)  | Goud        | groep B: 1ste W van TUR Kayalı: 3-0 W van RSA Rossouw: 3-1 W van BUL Makaveev: 3-1 W van HUN Kiss: 3-0 W van POL Radomski: 3-0 finale: W van GER Balz: 3-1                           |
| David Gobejishvili    | -130kg (m)  | Brons       | groep B: 2de W van TCH Štěch: 3-1 W van BUL Barbutov: 3-1 V van USA Baumgartner: 0-3 W van GER Schröder: 3-1 bronzen finale: W van TUR Demir: 3-0                                    |
| Grieks-Romeins        |             |             | |
| Oleg Kucherenko       | -48kg (m)   | Goud        | groep A: 1ste W van NOR Rønningen: 3-1 W van KOR Guon: 3-0 W van JPN Ohashi: 3-1 W van ROU Dăscălescu: 3-1 W van CUB Sánchez: 3-0 finale: W van ITA Naenza: 3-0                      |
| Alfred Ter-Mkrtchyan  | -52kg (m)   | Zilver      | groep A: 1ste W van GER Brandt: 3,5-0,5 W van SYR Al-Faraj: 3-1 W van KOR Min: 3-0 W van ROU Rebegea: 3-0 finale: V van NOR Rønningen: 1-3                                           |
| Aleksandr Ignatenko   | -52kg (m)   | 4e          | groep A: 2de W van JPN Hanahara: 3-0 V van GER Yıldız: 1-3 W van USA Hall: 3-1 W van CUB Lara: 3-1 bronzen finale: V van CHN Sheng: 1-3                                              |
| Sergey Martynov       | -62kg (m)   | Zilver      | groep A: 1ste W van ISR Davidovich: 3-1 W van GER Büttner: 3-0 W van POL Zawadzki: 3-1 W van SUI Dietsche: 3-1 W van USA Lee: 4-0 finale: V van TUR Akif Pirim: 1-3                  |
| Islam Dugushiev       | -68kg (m)   | Zilver      | groep A: 1ste W van CUB Rodríguez: 3-1 W van JPN Mori: 3-0 W van EST Nikitin: 3-0 W van POL Wolny: 3-1 W van IRI Chamangoli: 3-0 finale: V van HUN Repka: 0-3                        |
| Mnatsakan Iskandaryan | -74kg (m)   | Goud        | groep B: 1ste W van USA West: 3-1 W van HUN Takács: 3-0 W van CAN Kasap: 3-1 W van CUB Almanza: 3-0 W van BUL Ivanov: 3-1 W van FRA Riemer: 3-1 finale: W van POL Tracz: 3-1         |
| Daulet Turlykhanov    | -82kg (m)   | Brons       | groep A: 2de W van VEN Rondon: 4-0 V van POL Stępień: 1-3 W van ITA Razzino: 3-0 W van FIN Niemi: 3-0 bronzen finale: W van SWE Fredriksson: 3-0                                     |
| Gogi Koguashvili      | -90kg (m)   | Brons       | groep A: 2de V van TUR Başar: 1-3 W van FIN Koskela: 3-1 W van HUN Komáromi: 3-1 W van USA Foy: 3-1 bronzen finale: W van SWE Ljungberg: 3-0                                         |
| Sergey Demyashkevich  | -100kg (m)  | Brons       | groep B: 2de V van CUB Milián: 0-3 W van BUL Komchev: 3-0 W van Onafhankelijk deelnemer Govedarica: 3-1 W van GER Steinbach: 3-0 bronzen finale: W van POL Wroński: 3-0              |
| Aleksandr Karelin     | -130kg (m)  | Goud        | groep A: 1ste W van CAN Borodow: 4-0 W van CUB Mesa: 4-0 W van FIN Ahokas: 3-1 W van CUB Almanza: 3-0 W van BUL Ivanov: 3-1 W van ROU Grigoraș: 4-0 finale: W van SWE Johansson: 4-0 |

### Zeilen
| Olympiër                                             | Discipline      | Resultaat | Prestatie                            |
| ---------------------------------------------------- | --------------- | --------- | ------------------------------------ |
| Oleg Khopyorsky                                      | finn (m)        | 16e       | 108,0 punten: (15-4-17-11-8-21-19)   |
| Dmitry Berezkin Yevgeny Burmatnov                    | 470 (m)         | 28e       | 162,0 punten: (5-22-29-16-29-PMS-26) |
|                                                      |                 |           |                                      |
| Larisa Moskalenko Elena Pakholtchik                  | 470 (v)         | 4e        | 43,0 punten: (2-14-4-4-7-2-4)        |
|                                                      |                 |           |                                      |
| Viktor Budantsev Georgy Shayduko                     | flying dutchman | 11e       | 97,7 punten: (21-4-4-DSQ-22-9-6)     |
| Iouri Konovalov Sergey Kravtsov                      | tornado klasse  | 9e        | 83,0 punten: (8-5-8-10-5-15-13)      |
| Guram Biganishvili Vladimer Gruzdevi                 | star klasse     | 13e       | 105,7 punten: (24-19-DNS-15-4-5-6)   |
| Serhiy Khaindrava Volodymyr Korotkov Serhiy Pichuhin | soling klasse   | 9e        | 77,0 punten: (10-14-PMS-10-19-1)     |

### Zwemmen
| Olympiër | Discipline            | Resultaat | Prestatie                                                  |
| --- | --------------------- | --------- | ---------------------------------------------------------- |
| Aleksandr Popov                                                                                                  | 50m vrije slag (m)    | Goud      | serie 8: 1ste in 22,21 finale: 1ste in 21,91               |
| Gennadi Prigoda                                                                                                  | 50m vrije slag (m)    | 7e        | serie 10: 2de in 22,57 finale: 7de in 22,54                |
| Aleksandr Popov                                                                                                  | 100m vrije slag (m)   | Goud      | serie 10: 1ste in 49,29 finale: 1ste in 49,02              |
| Gennadi Prigoda                                                                                                  | 100m vrije slag (m)   | 8e        | serie 10: 4de in 50,00 finale: 8ste in 50,25               |
| Vladimir Pysjnenko                                                                                               | 200m vrije slag (m)   | 5e        | serie 7: 1ste in 1.47,94 finale: 5de in 1.48,32            |
| Jevgeni Sadovy                                                                                                   | 200m vrije slag (m)   | Goud      | serie 6: 1ste in 1.46,74 (OR) finale: 1ste in 1.46,70 (OR) |
| Aleksej Koedrjavtsev                                                                                             | 400m vrije slag (m)   | 22e       | serie 2: 2de in 3.57,07                                    |
| Jevgeni Sadovy                                                                                                   | 400m vrije slag (m)   | Goud      | serie 5: 1ste in 3.49,37 (NR) finale: 1ste in 3.45,00 (WR) |
| Viktor Andrejev                                                                                                  | 1500m vrije slag (m)  | 8e        | serie 3: 2de in 15.21,43 finale: 8ste in 15.33,94          |
| Vladimir Selkov                                                                                                  | 100m rugslag (m)      | 5e        | serie 5: 2de in 55,72 finale: 5de in 55,49                 |
| Vladimir Selkov                                                                                                  | 200m rugslag (m)      | Zilver    | serie 5: 1ste in 1.59,81 finale: 2de in 1.58,87            |
| Vassili Ivanov                                                                                                   | 100m schoolslag (m)   | 5e        | serie 7: 2de in 1.01,91 finale: 5de in 1.01,87             |
| Dmitri Volkov | 100m schoolslag (m)   | 6e        | serie 8: 1ste in 1.01,74 (NR) finale: 6de in 1.02,07       |
| Aleksandr Savitski                                                                                               | 200m schoolslag (m)   | 38e       | serie 4: 8ste in 2.24,58                                   |
| Pavel Chnykin | 100m vlinderslag (m)  | 4e        | serie 9: 2de in 54,02 finale: 4de in 53,81                 |
| Vladislav Koelikov                                                                                               | 100m vlinderslag (m)  | 8e        | serie 9: 3de in 54,23 finale: 8ste in 54,26                |
| Denis Pankratov                                                                                                  | 200m vlinderslag (m)  | 6e        | serie 7: 2de in 1.59,00 finale: 6de in 1.58,98             |
| Serghei Mariniuc                                                                                                 | 200m wisselslag (m)   | 10e       | serie 7: 5de in 2.04,23 finale B: 2de in 2.03,72           |
| Aleksandr Savitski                                                                                               | 200m wisselslag (m)   | 19e       | serie 5: 1ste in 2.05,09                                   |
| Serghei Mariniuc                                                                                                 | 400m wisselslag (m)   | 7e        | serie 4: 3de in 4.19,05 finale: 7de in 4.22,93             |
| Joeri Basjkatov Pavel Chnykin Aleksandr Popov Gennadi Prigoda Vladimir Pysjnenko Veniamin Tajanovitsj            | 4x100m vrije slag (m) | Zilver    | serie 3: 1ste in 3.17,48 finale: 2de in 3.17,56            |
| Aleksej Koedrjavtsev Dmitri Lepikov Joeri Moechin Vladimir Pysjnenko Jevgeni Sadovy Veniamin Tajanovitsj         | 4x200m vrije slag (m) | Goud      | serie 2: 1ste in 7.17,65 finale: 1ste in 7.11,95 (WR)      |
| Pavel Chnykin Vassili Ivanov Vladislav Koelikov Aleksandr Popov Vladimir Pysjnenko Vladimir Selkov Dmitri Volkov | 4x100m wisselslag (m) | Zilver    | serie 3: 2de in 3.42,22 finale: 2de in 3.38,56             |
| |                       |           |                                                            |
| Jevgenia Jermakova                                                                                               | 50m vrije slag (v)    | 14e       | serie 6: 5de in 26,45 finale B: 6de in 26,49               |
| Natalja Mesjtsjerjakova                                                                                          | 50m vrije slag (v)    | 6e        | serie 5: 4de in 25,89 finale: 6de in 25,47                 |
| Jevgenia Jermakova                                                                                               | 100m vrije slag (v)   | 14e       | serie 5: 6de in 56,67 finale B: 6de in 56,66               |
| Jelena Sjoebina                                                                                                  | 100m vrije slag (v)   | 11e       | serie 6: 5de in 56,31 finale B: 3de in 56,19               |
| Jelena Dendeberova                                                                                               | 200m vrije slag (v)   | 9e        | serie 4: 4de in 2.01,28 finale B: 1ste in 2.00,09          |
| Olga Kiritsjenko                                                                                                 | 200m vrije slag (v)   | 7e        | serie 5: 2de in 2.00,67 finale: 7de in 2.00,90             |
| Natalja Sjibajeva                                                                                                | 100m rugslag (v)      | 26e       | serie 5: 8ste in 1.05,08                                   |
| Nina Zjivanevskaja                                                                                               | 100m rugslag (v)      | 7e        | serie 5: 1ste in 1.02,25 finale: 7de in 1.02,36            |
| Natalja Sjibajeva                                                                                                | 200m rugslag (v)      | 33e       | serie 4: 8ste in 2.20,52                                   |
| Nina Zjivanevskaja                                                                                               | 200m rugslag (v)      | 14e       | serie 6: 5de in 2.14,34 finale B: 6de in 2.17,61           |
| Jelena Roedkovskaja                                                                                              | 100m schoolslag (v)   | Goud      | serie 5: 1ste in 1.08,75 (NR) finale: 1ste in 1.08,00 (NR) |
| Jelena Volkova                                                                                                   | 100m schoolslag (v)   | 20e       | serie 4: 6de in 1.12,46                                    |
| Jelena Roedkovskaja                                                                                              | 200m schoolslag (v)   | 4e        | serie 3: 1ste in 2.28,24 finale: 4de in 2.28,47            |
| Jelena Volkova                                                                                                   | 200m schoolslag (v)   | 16e       | serie 3: 4de in 2.32,39 finale B: 8ste 2.37,65             |
| Natalja Jakovleva                                                                                                | 100m vlinderslag (v)  | 29e       | serie 6: 8ste in 1.03,18                                   |
| Olga Kiritsjenko                                                                                                 | 100m vlinderslag (v)  | DNF       | serie 7: 6de in 1.01,78 finale B:: niet gestart            |
| Natalja Jakovleva                                                                                                | 200m vlinderslag (v)  | 22e       | serie 4: 8ste in 2.19,02                                   |
| Jelena Dendeberova                                                                                               | 200m wisselslag (v)   | 4e        | serie 5: 3de in 2.17,13 finale: 4de in 2.15,47             |
| Jelena Dendeberova Jevgenia Jermakova Svetlana Lesjoekova Natalja Mesjtsjerjakova Jelena Sjoebina                | 4x100m vrije slag (v) | 4e        | serie 2: 3de in 3.45,06 finale: 4de in 3.43,68             |
| Olga Kiritsjenko Natalja Mesjtsjerjakova Jelena Roedkovskaja Jelena Sjoebina Nina Zjivanevskaja                  | 4x100m wisselslag (v) | Brons     | serie 1: 1ste in 4.10,37 finale: 3de in 4.06,44            |

Albanië · Algerije · Amerikaanse Maagdeneilanden · Amerikaans-Samoa · Andorra · Angola · Antigua en Barbuda · Argentinië · Aruba · Australië · Bahama's · Bahrein · Bangladesh · Barbados · België · Belize · Benin · Bermuda · Bhutan · Bolivia · Bosnië en Herzegovina · Botswana · Brazilië · Britse Maagdeneilanden · Bulgarije · Burkina Faso · Canada · Centraal-Afrikaanse Republiek · Chili · China · Chinees Taipei · Colombia · Congo-Brazzaville · Cookeilanden · Costa Rica · Cuba · Cyprus · Denemarken · Djibouti · Dominicaanse Republiek · Duitsland · Ecuador · Egypte · El Salvador · Equatoriaal-Guinea · Estland · Ethiopië · Fiji · Filipijnen · Finland · Frankrijk · Gabon · Gambia · Gezamenlijk team · Ghana · Grenada · Griekenland · Groot-Brittannië · Guam · Guatemala · Guinee · Guyana · Haïti · Honduras · Hongarije · Hongkong · Ierland · IJsland · India · Indonesië · Irak · Iran · Israël · Italië · Ivoorkust · Jamaica · Japan · Jemen · Jordanië · Kaaimaneilanden · Kameroen · Kenia · Koeweit · Kroatië · Laos · Lesotho · Letland · Libanon · Libië · Liechtenstein · Litouwen · Luxemburg · Madagaskar · Malawi · Malediven · Maleisië · Mali · Malta · Marokko · Mauritanië · Mauritius · Mexico · Monaco · Mongolië · Mozambique · Myanmar · Namibië · Nederland · Nederlandse Antillen · Nepal · Nicaragua · Nieuw-Zeeland · Niger · Nigeria · Noord-Korea · Noorwegen · Oeganda · Oman · Oostenrijk · Pakistan · Panama · Papoea-Nieuw-Guinea · Paraguay · Peru · Polen · Portugal · Puerto Rico · Qatar · Roemenië · Rwanda · Saint Vincent‑Grenadines · Salomonseilanden · Samoa · San Marino · Saoedi-Arabië · Senegal · Seychellen · Sierra Leone · Singapore · Slovenië · Soedan · Spanje · Sri Lanka · Suriname · Swaziland · Syrië · Tanzania · Thailand · Togo · Tonga · Trinidad en Tobago · Tsjaad · Tsjecho-Slowakije · Tunesië · Turkije · Uruguay · Vanuatu · Venezuela · Verenigde Arabische Emiraten · Verenigde Staten · Vietnam · Zaïre · Zambia · Zimbabwe · Zuid-Afrika · Zuid-Korea · Zweden · Zwitserland · Onafhankelijke olympische deelnemers